# Biserica de lemn din Pădureni (comuna Mintiu Gherlii)

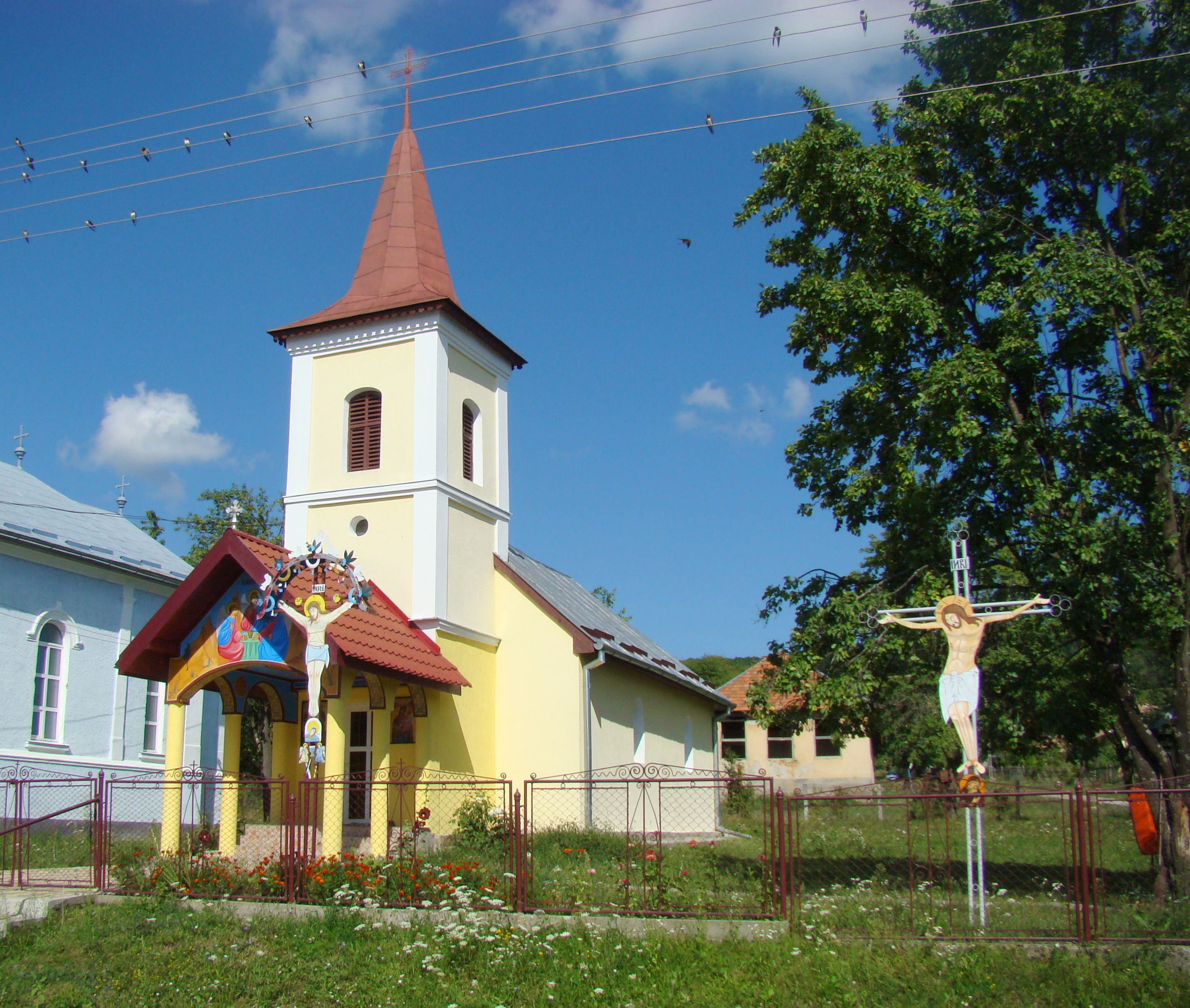
Biserica de lemn din Pădureni (fost Țop), comuna Mintiu Gherlii, județul Cluj, foto: august 2014.

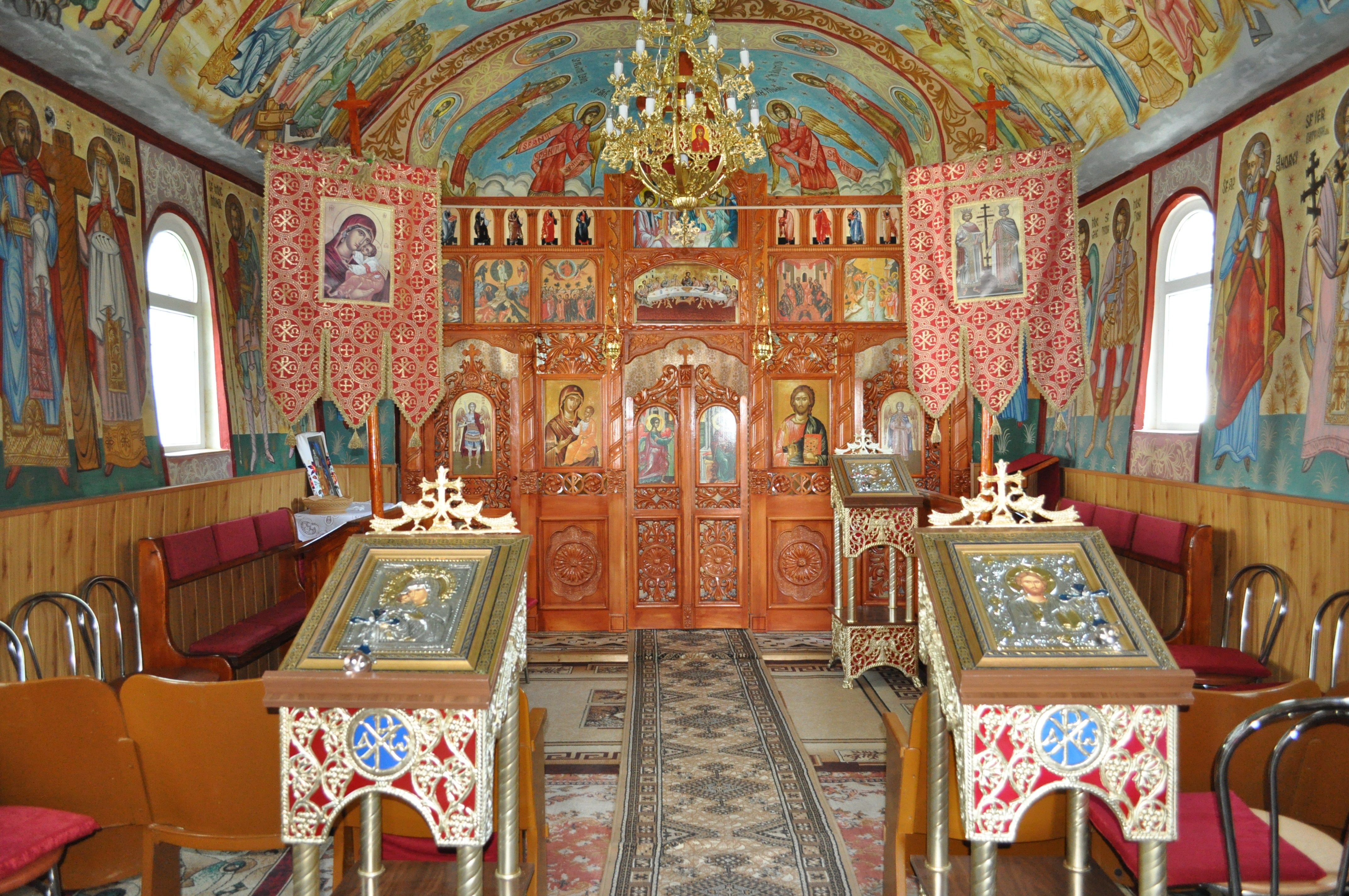
Nava spre iconostas

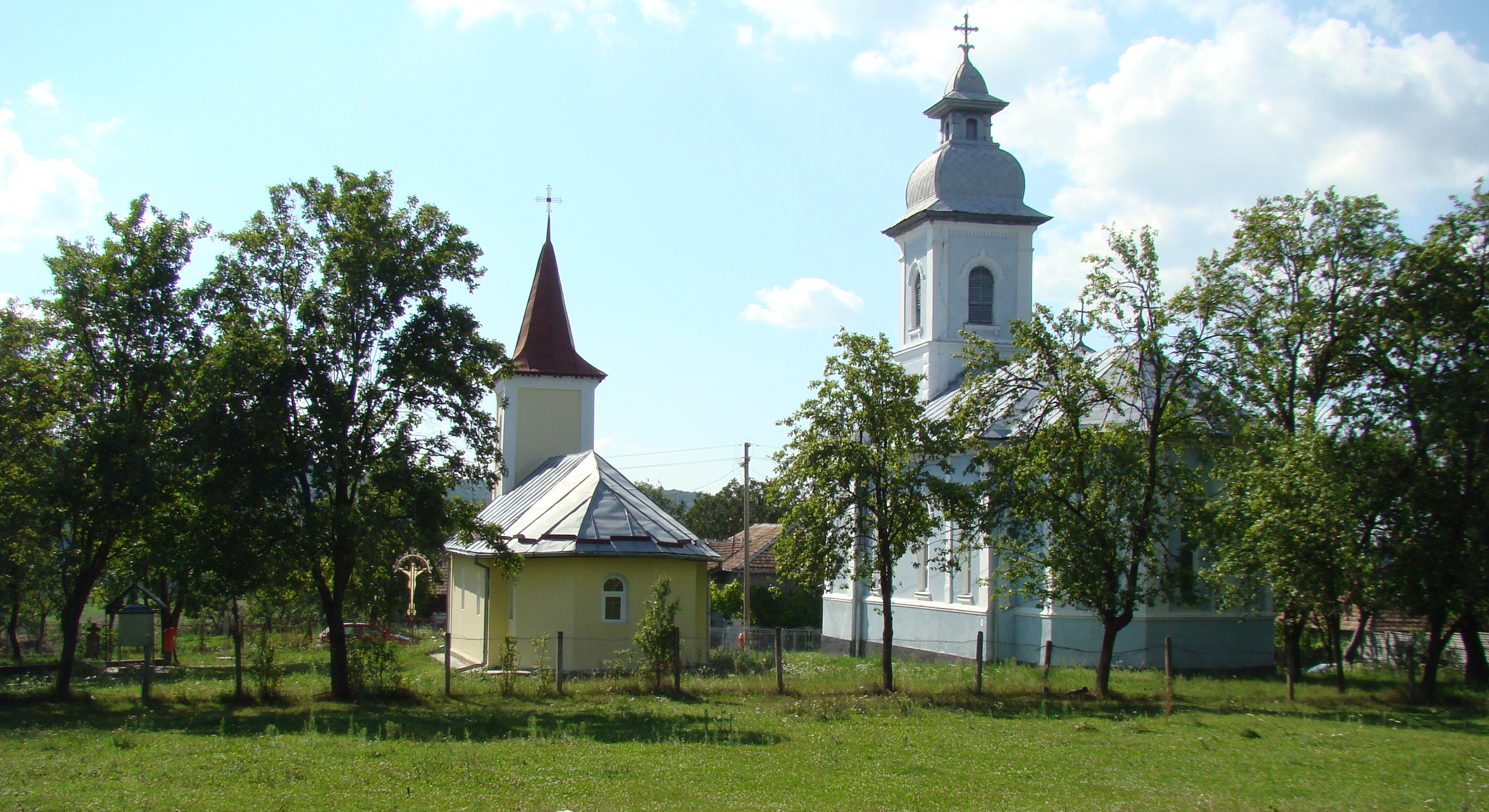
Bisericile din Pădureni: cea ortodoxă de lemn (în partea stângă a imaginii) și cea greco-catolică (în partea dreaptă, folosită de ortodocși între 1948-1991)

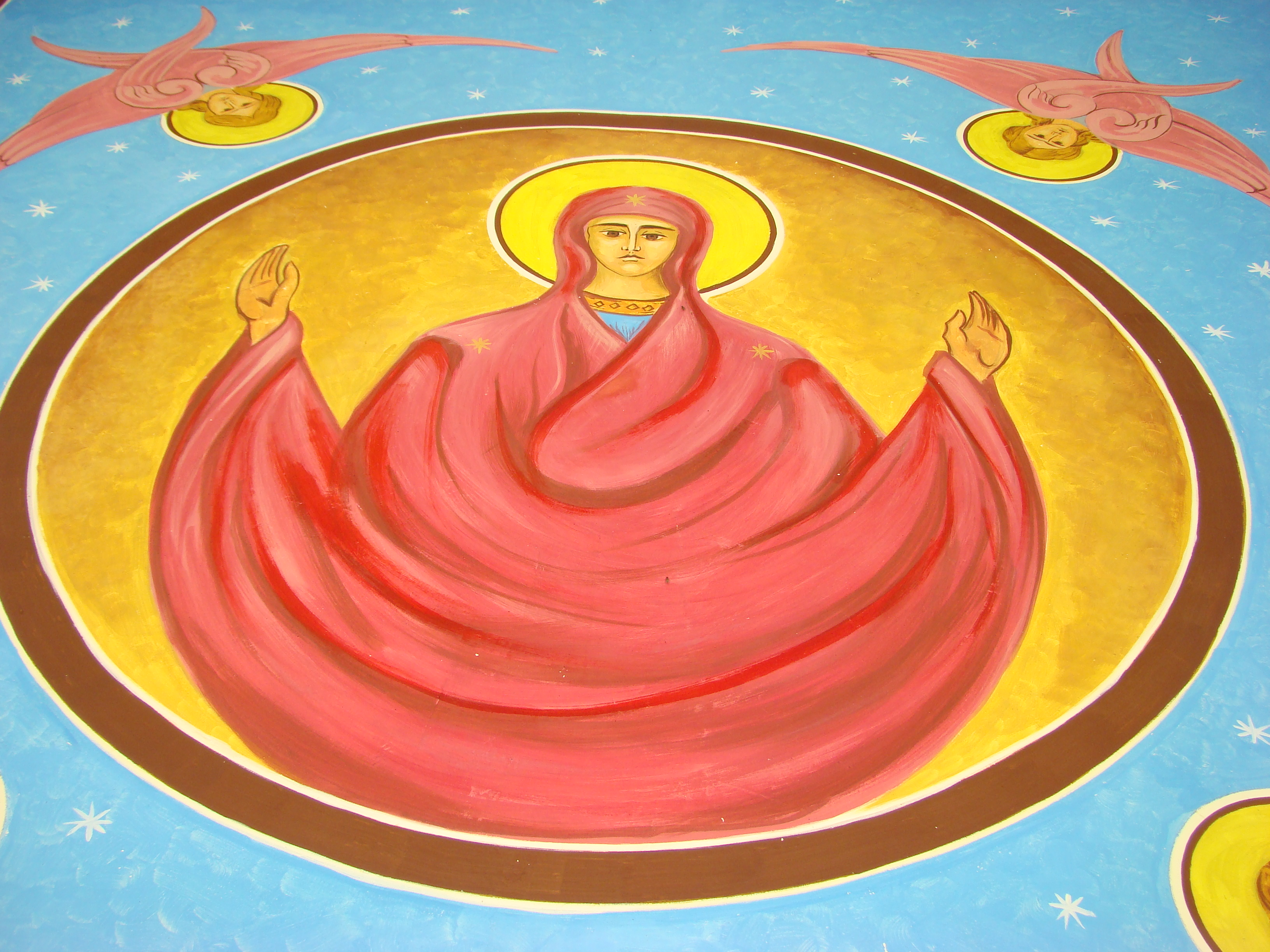
Pictura exterioară: Maica Domnului orantă

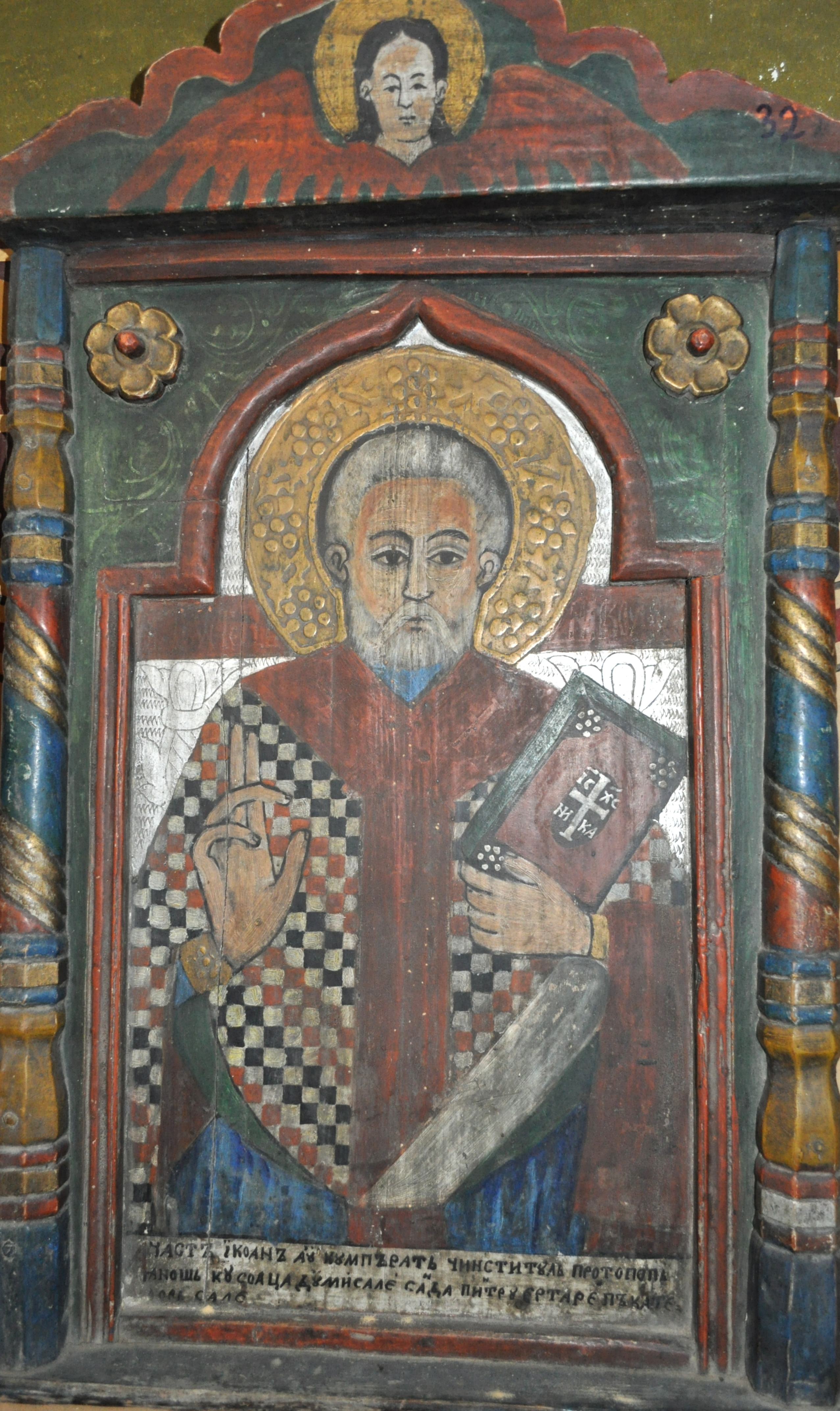
Icoană pe lemn: „Sfântul Ierarh Nicolae”

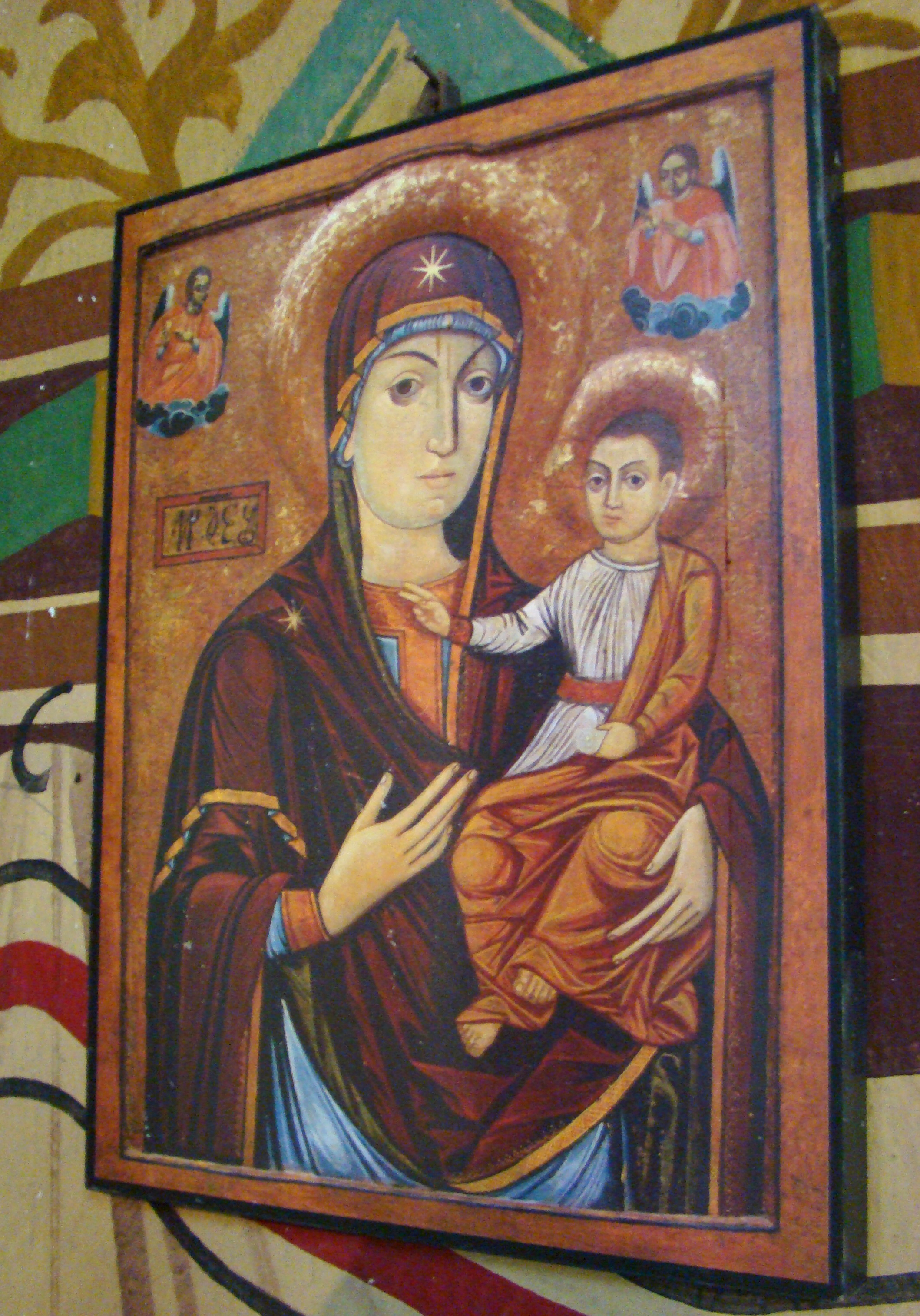
Icoană pe lemn: „Maica Domnului cu Pruncul”

Biserica de lemn din Pădureni (fost Țop),  comuna Mintiu Gherlii, județul Cluj, datează din anul 1929.  Are hramul „Sfânta Treime” și a fost construită din bârnele unei biserici vechi de lemn donată de locuitorii din Diviciorii Mari.

## Istoric
În 1929-1930 ortodocșii din Pădureni au construit pe locul primit prin reforma agrară o biserică  de lemn acoperită cu  țiglă, cu hramul  Sfânta Treime. Lucrarea a fost încredințată meșterilor Ioan Kiss și Ioan Fülöp din Sic. Banii necesari lucrării  au provenit din  vânzarea pădurii, iar materialul a fost recuperat de la o veche  biserică de lemn, donată de credincioșii din  Diviciorii Mari. În localitatea respectivă, conform tradiției orale, o biserică de lemn a fost  construită „în  vremuri necunoscute", „sub pădurea crăiască" (acum Sub Pădure). Urmare a unor săpături,  au  fost găsite acolo un disc, o stea și scânduri de sicrie.  
O nouă biserică, din lemn de  gorun, a fost construită între 1766-1768 pe „Gruiețele Poienilor", loc aflat la marginea satului (acum „După Grădini"). A fost folosită până în 1913. În 1930 a fost  dăruită ortodocșilor din Pădureni (Țop). Icoanele împărătești din fosta biserică de „după grădini" (Mântuitorul Iisus Hristos, Maica Domnului, Sfântul Ierarh Nicolae) au rămas în Diviciorii Mari. 
Biserica a  fost dotată cu un iconostas sculptat de Wilhelm Ruprich din Dej, pictată între 1937-1938 de  Iuhasz Iuliu Erneszt din Gherla și sfințită de episcopul Nicolae Colan în 17 septembrie 1939. După venirea comuniștilor la putere, din 1948 biserica a fost folosită ca magazie de lemne (pentru serviciul liturgic fiind folosită biserica de piatră, fostă greco-catolică, edificată în 1931), ajungând într-o stare avansată de degradare. În 1992 au început lucrările de restaurare a bisericii. A fost reparată capital în anii 1993-1994, pictată de Gâtu Leca Spiridon din Dej în anii 1994-1995 și sfințită de episcopul vicar Irineu Pop Bistrițeanu în 16 iunie 1996.

## Imagini din exterior

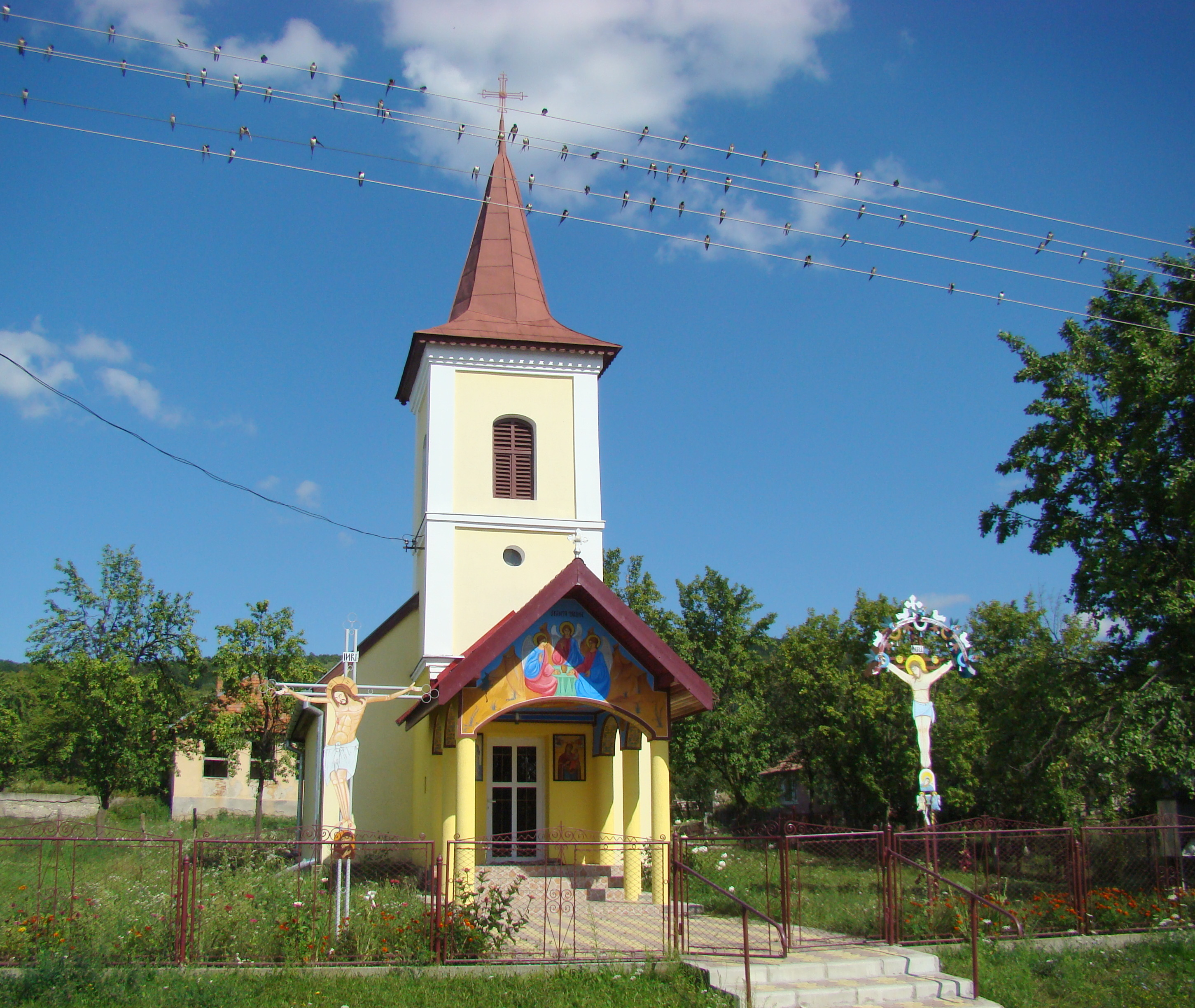
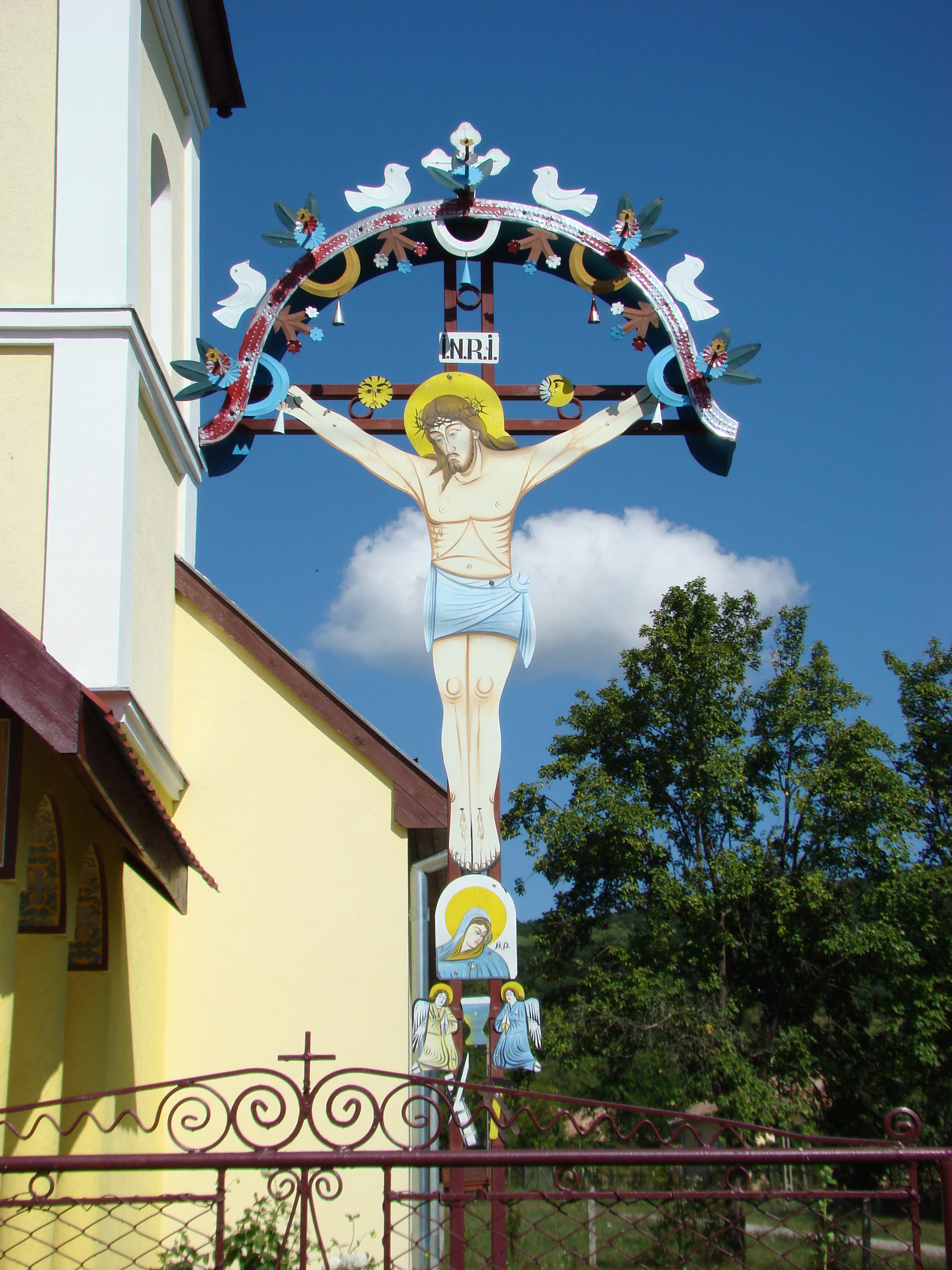
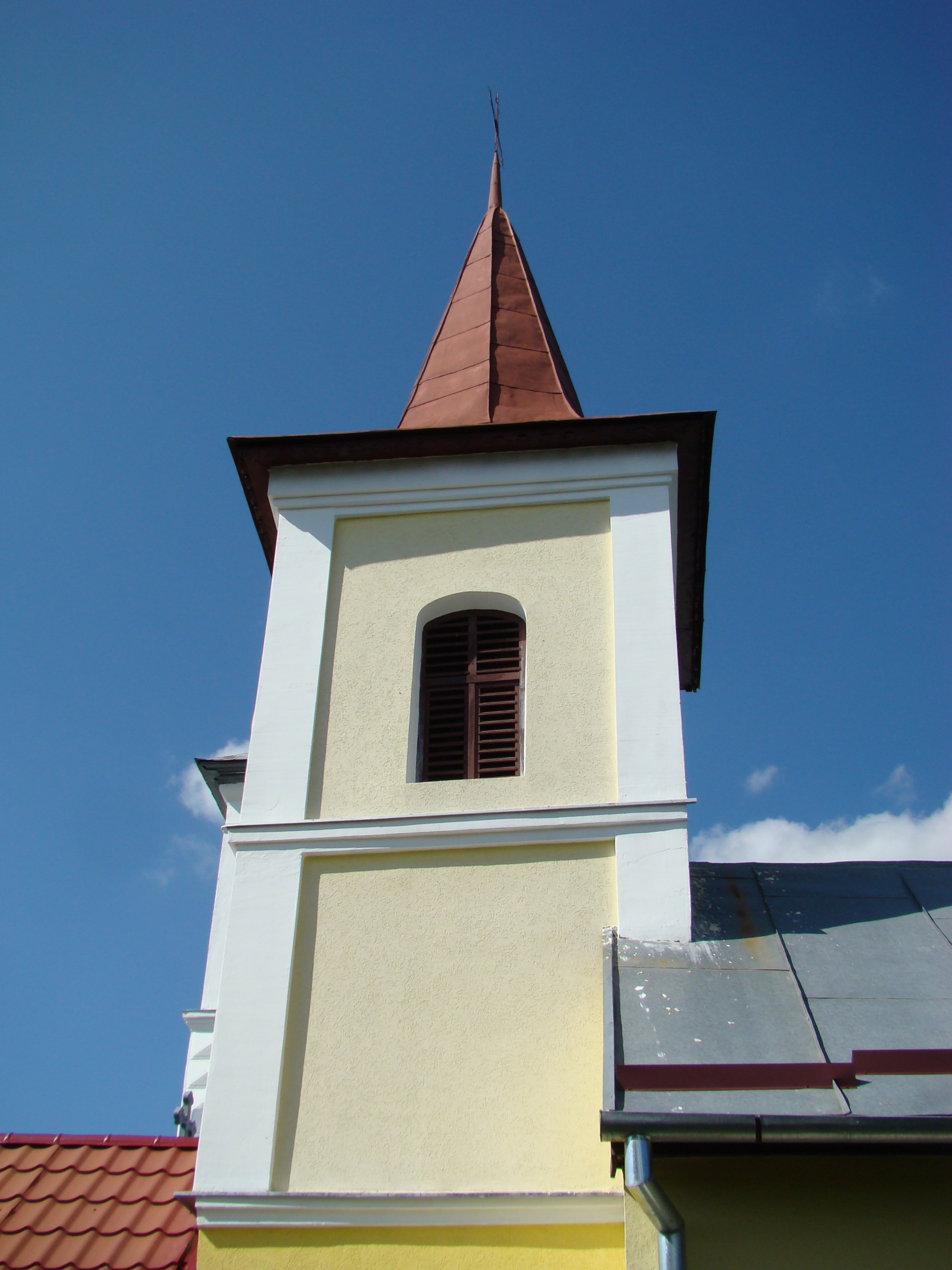
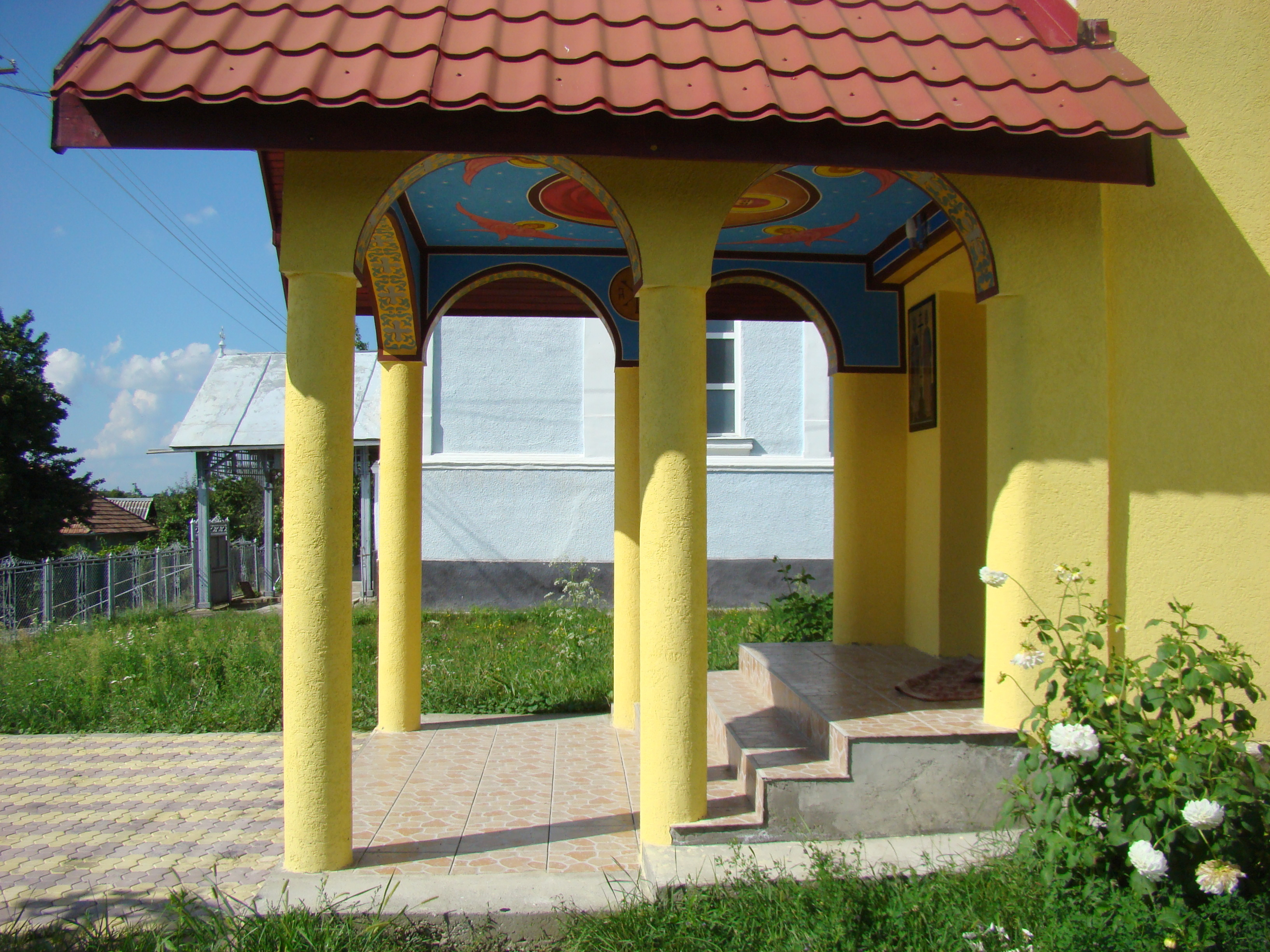
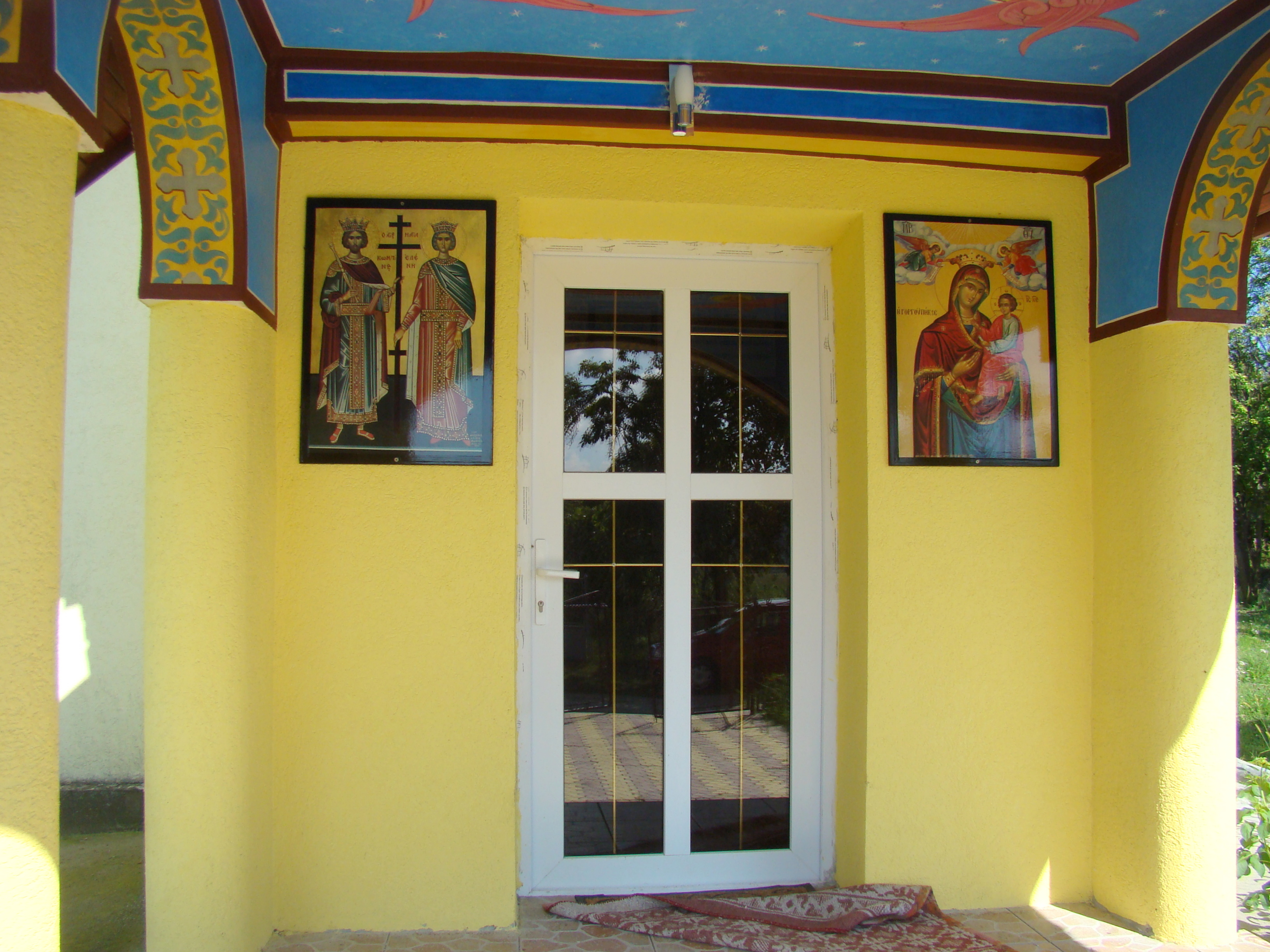
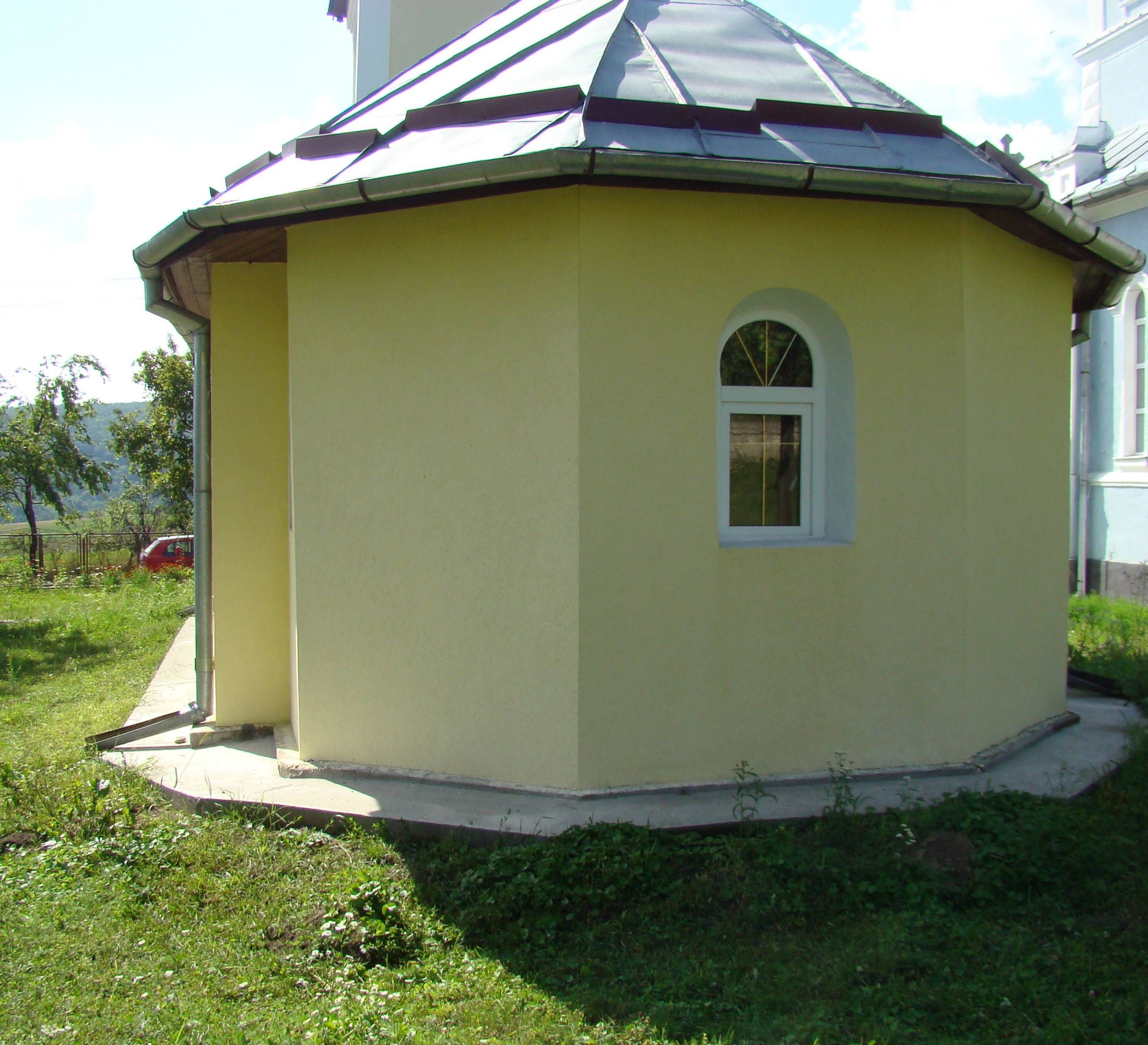
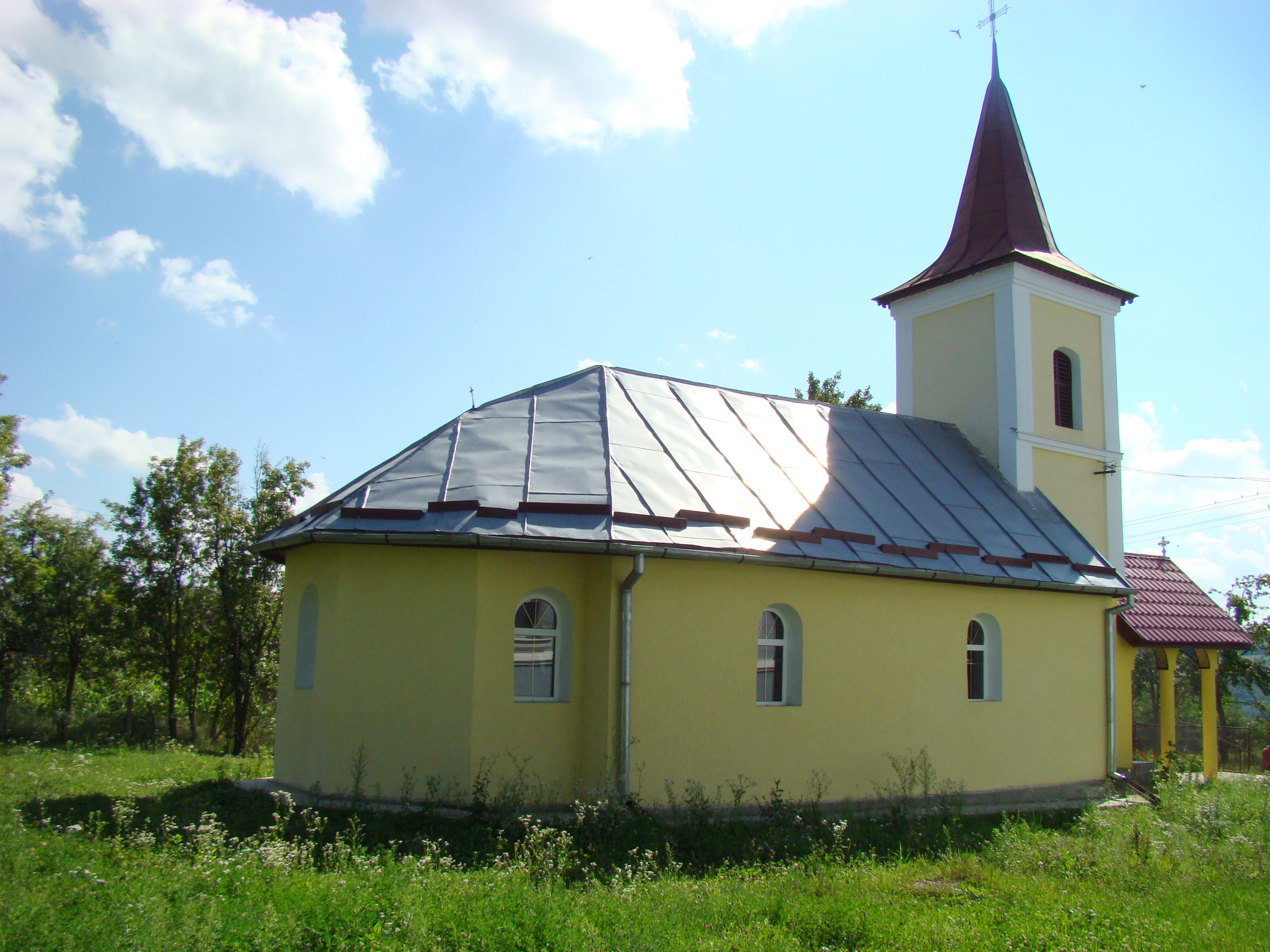
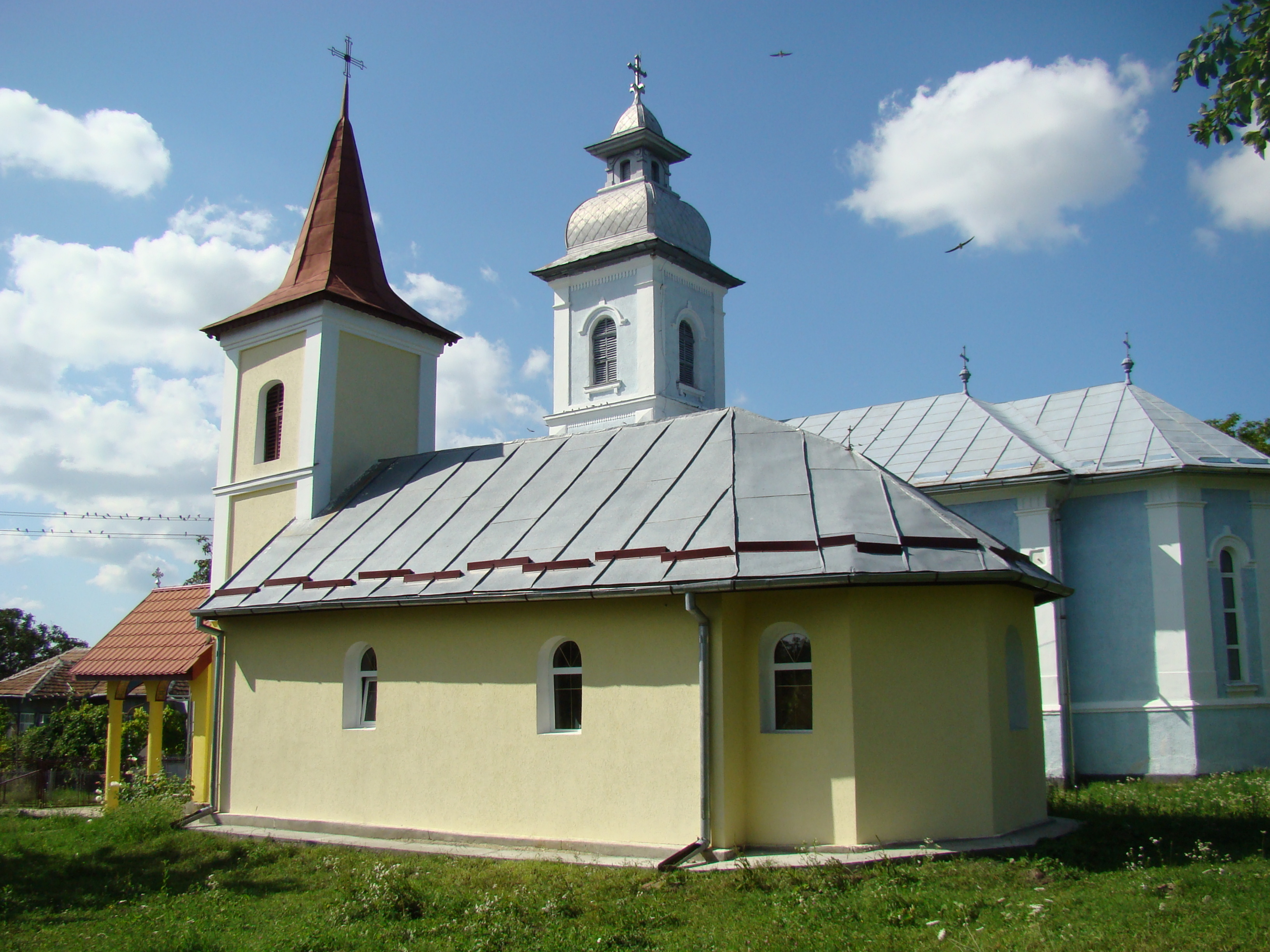
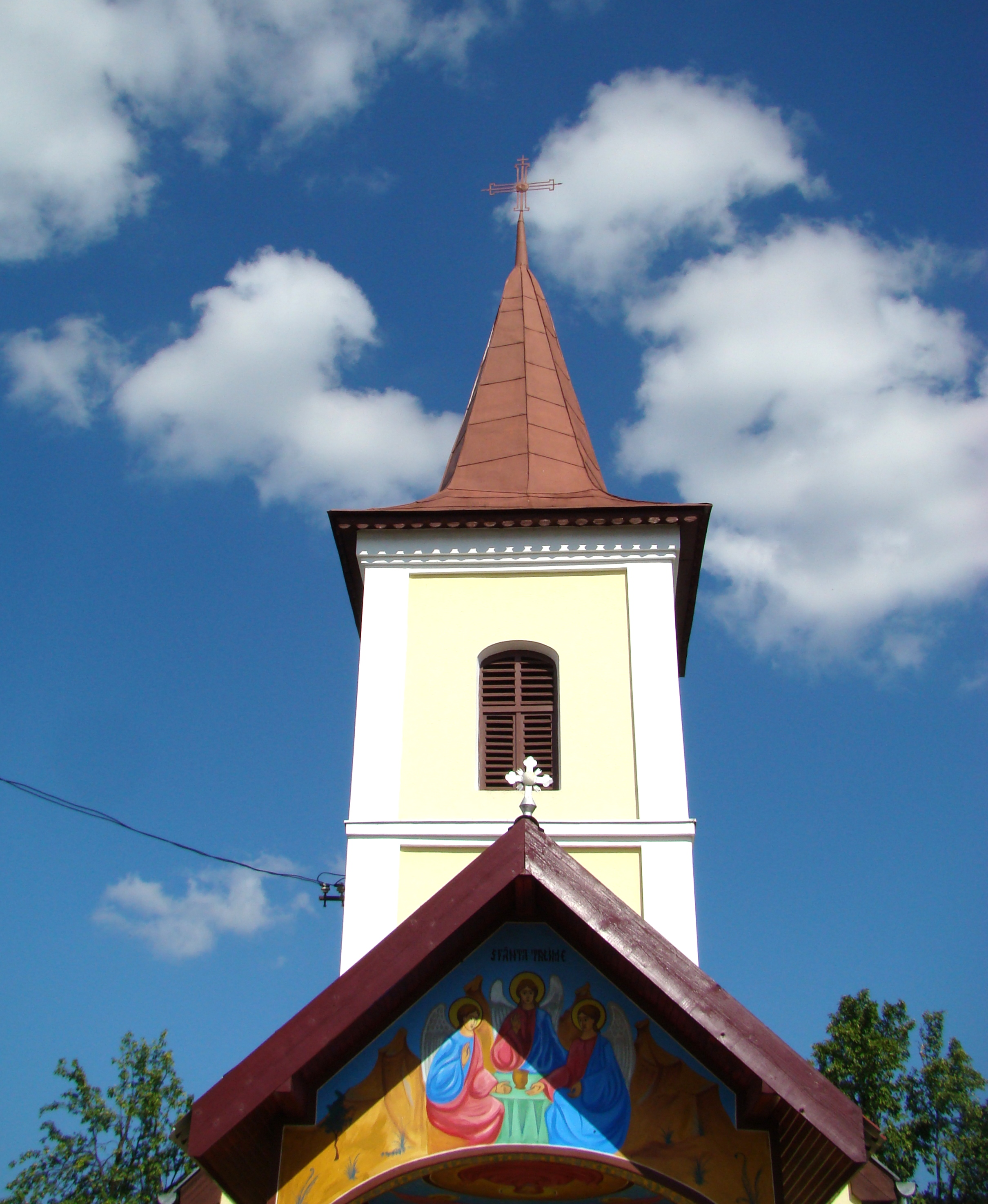
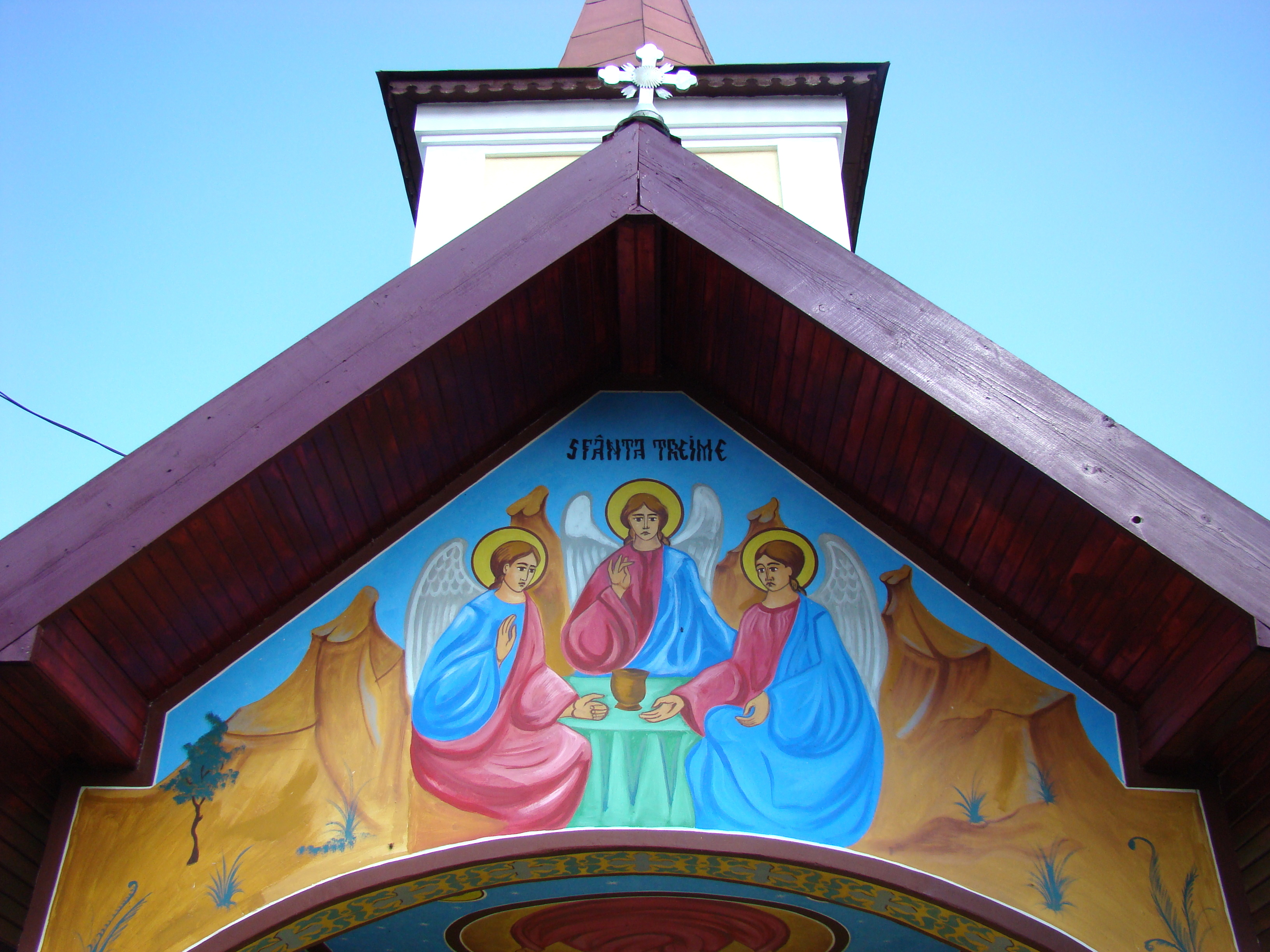

## Imagini din interior

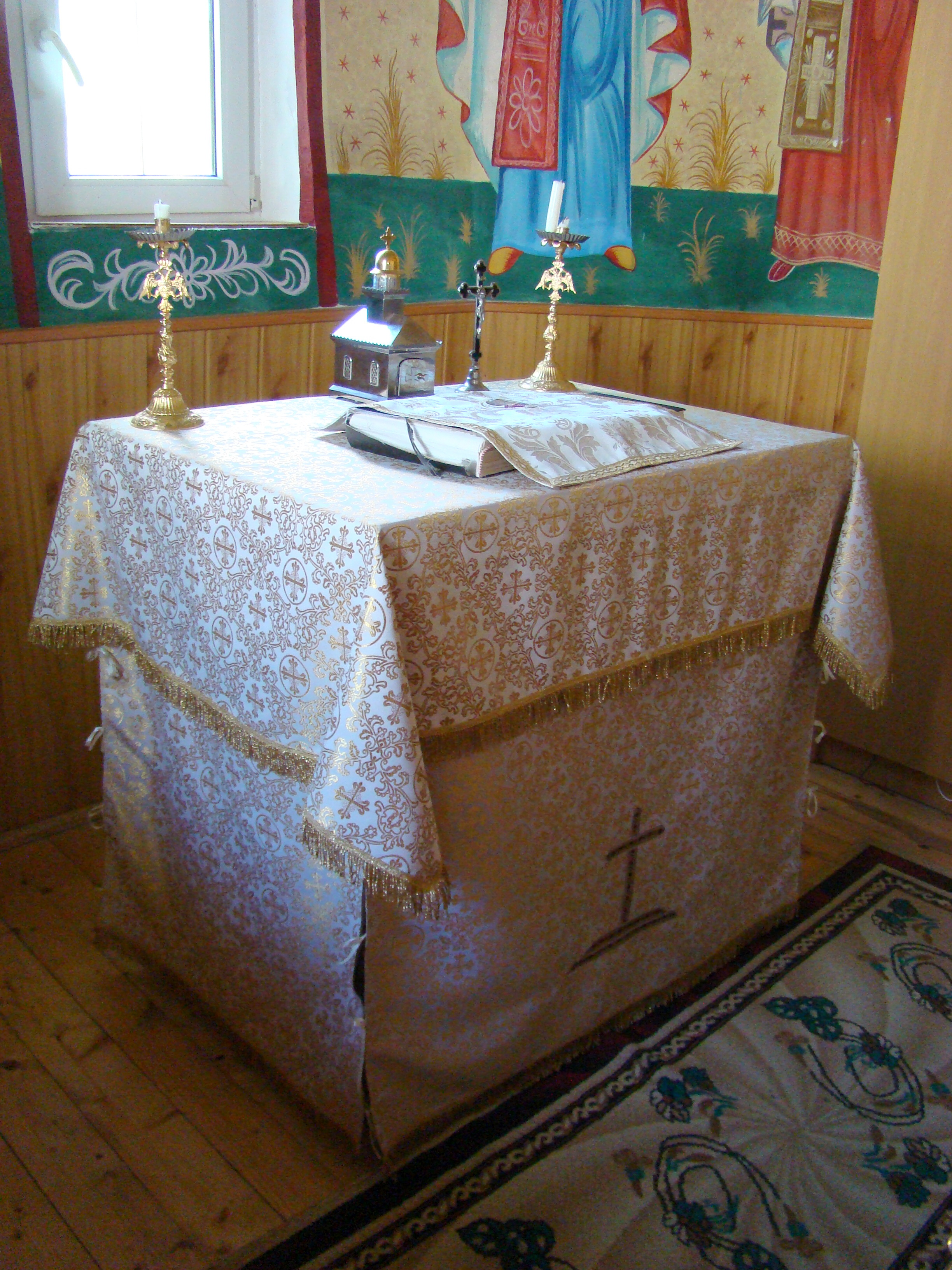
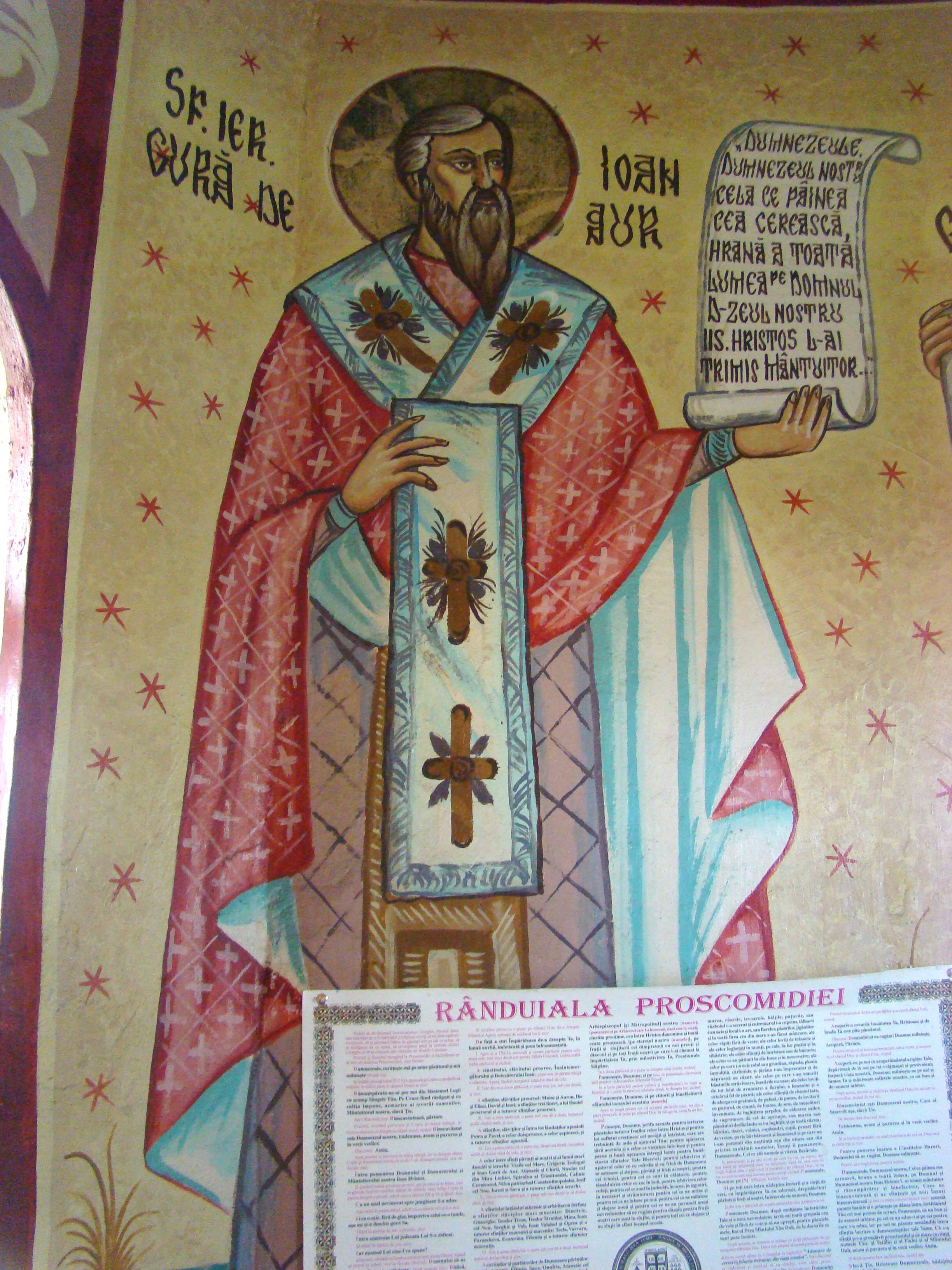
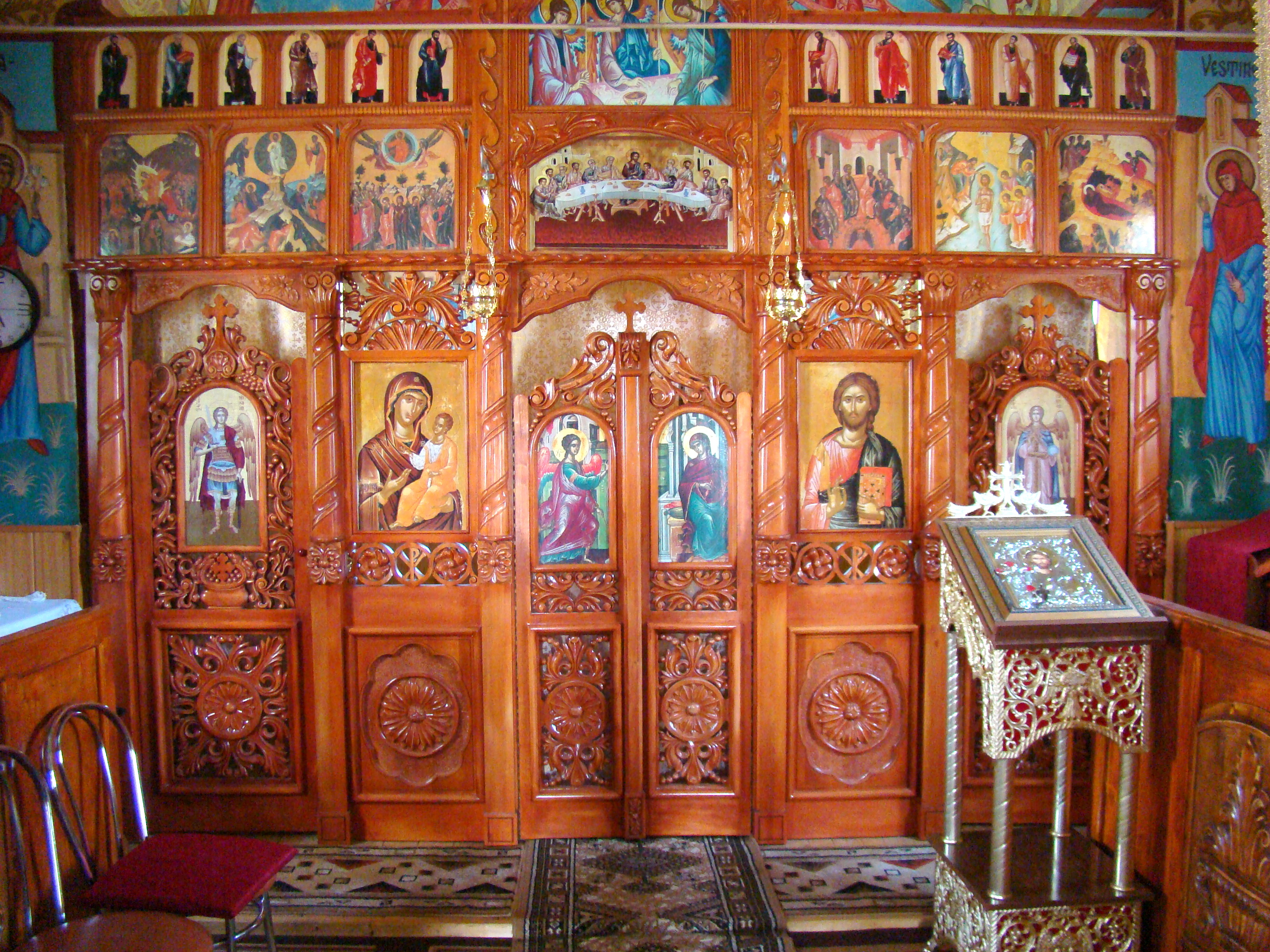
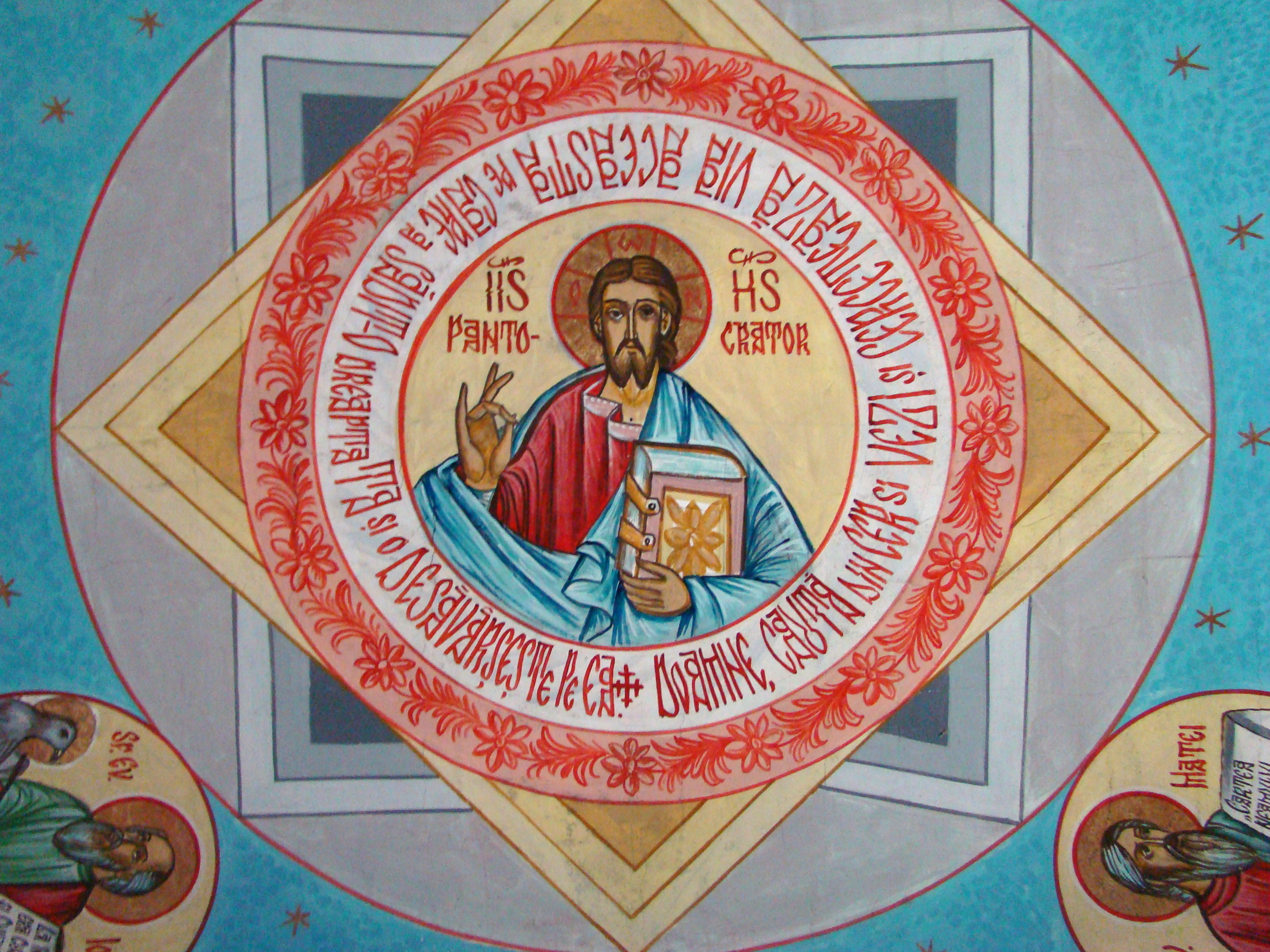
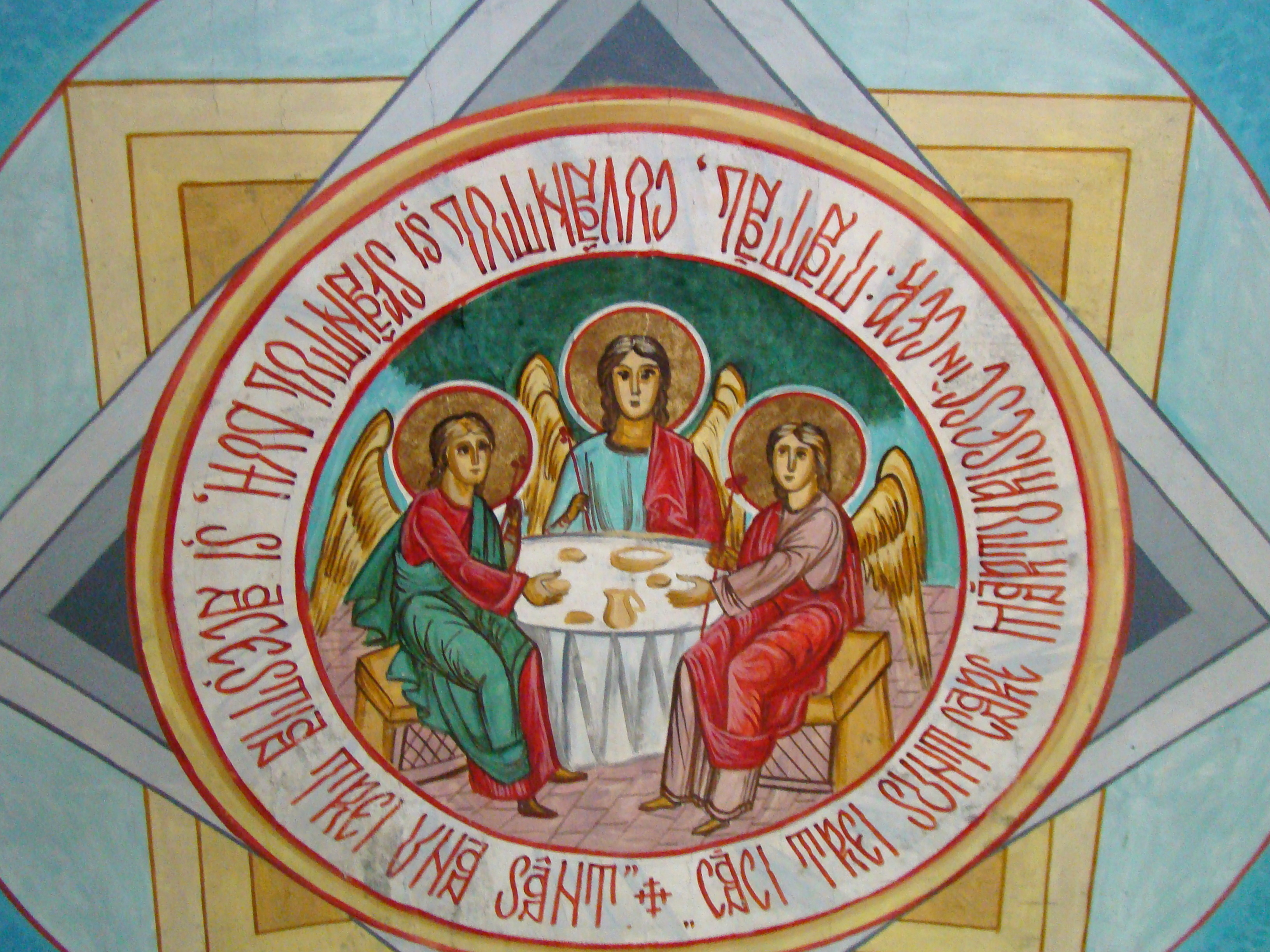
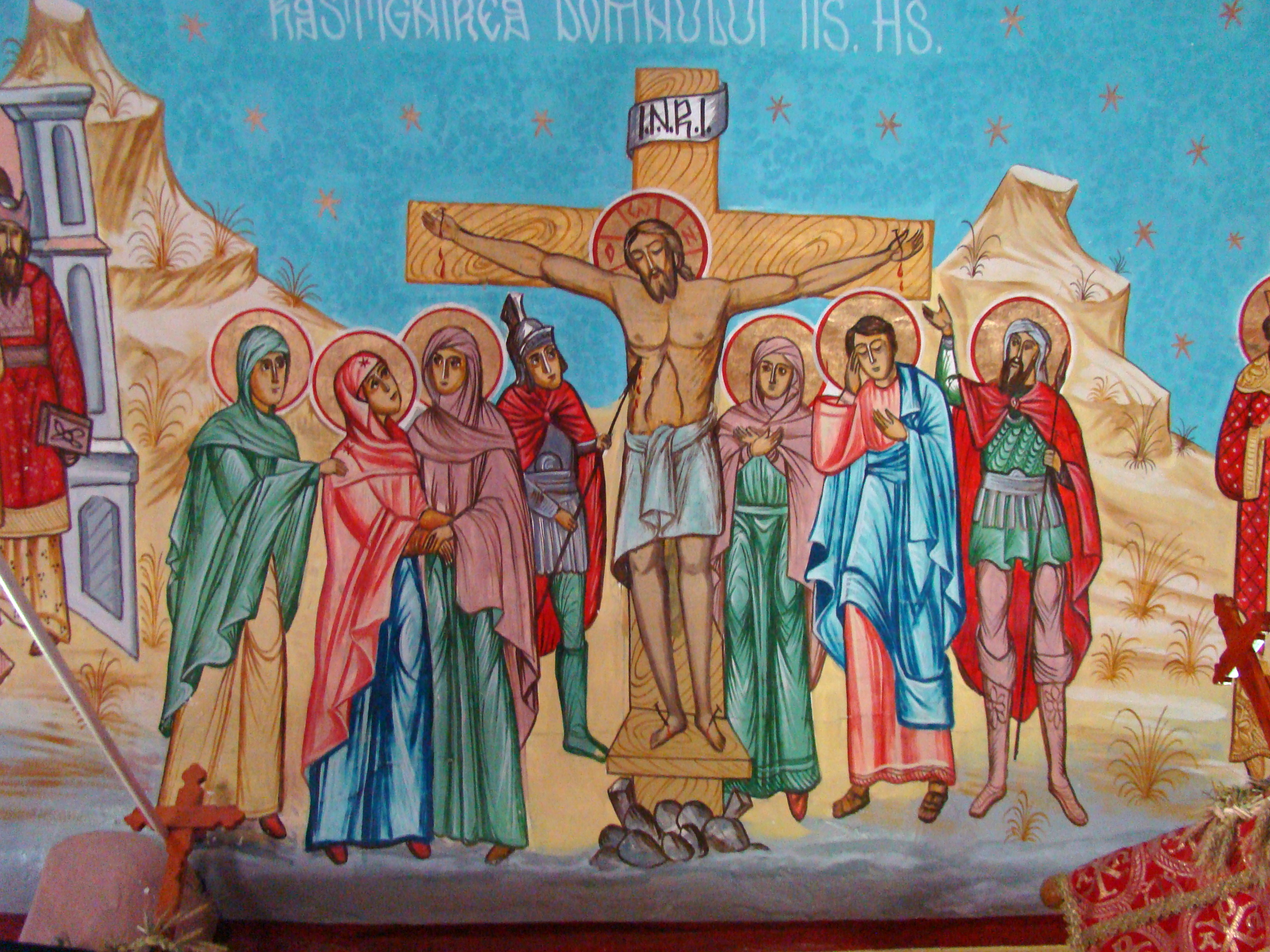
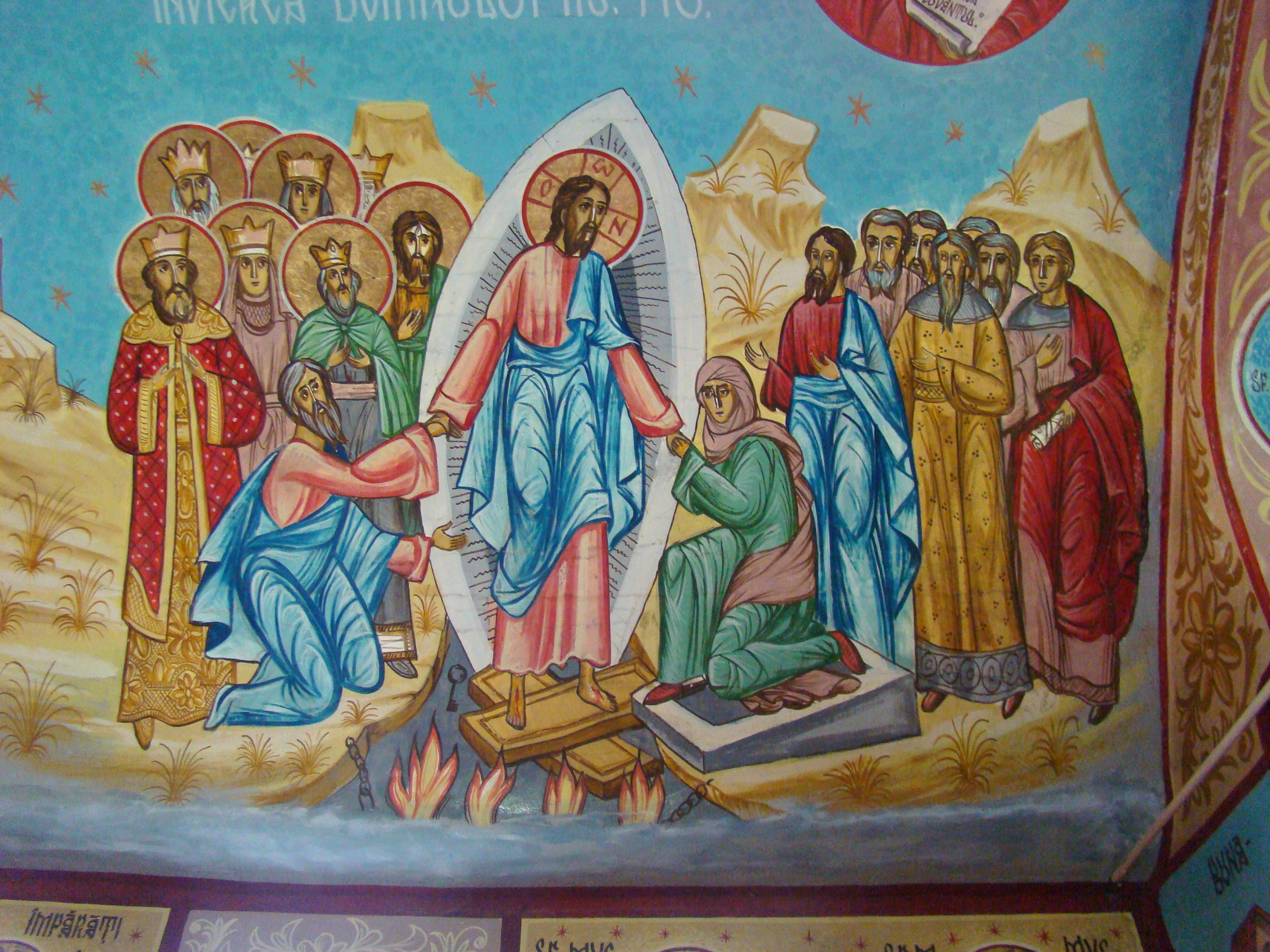
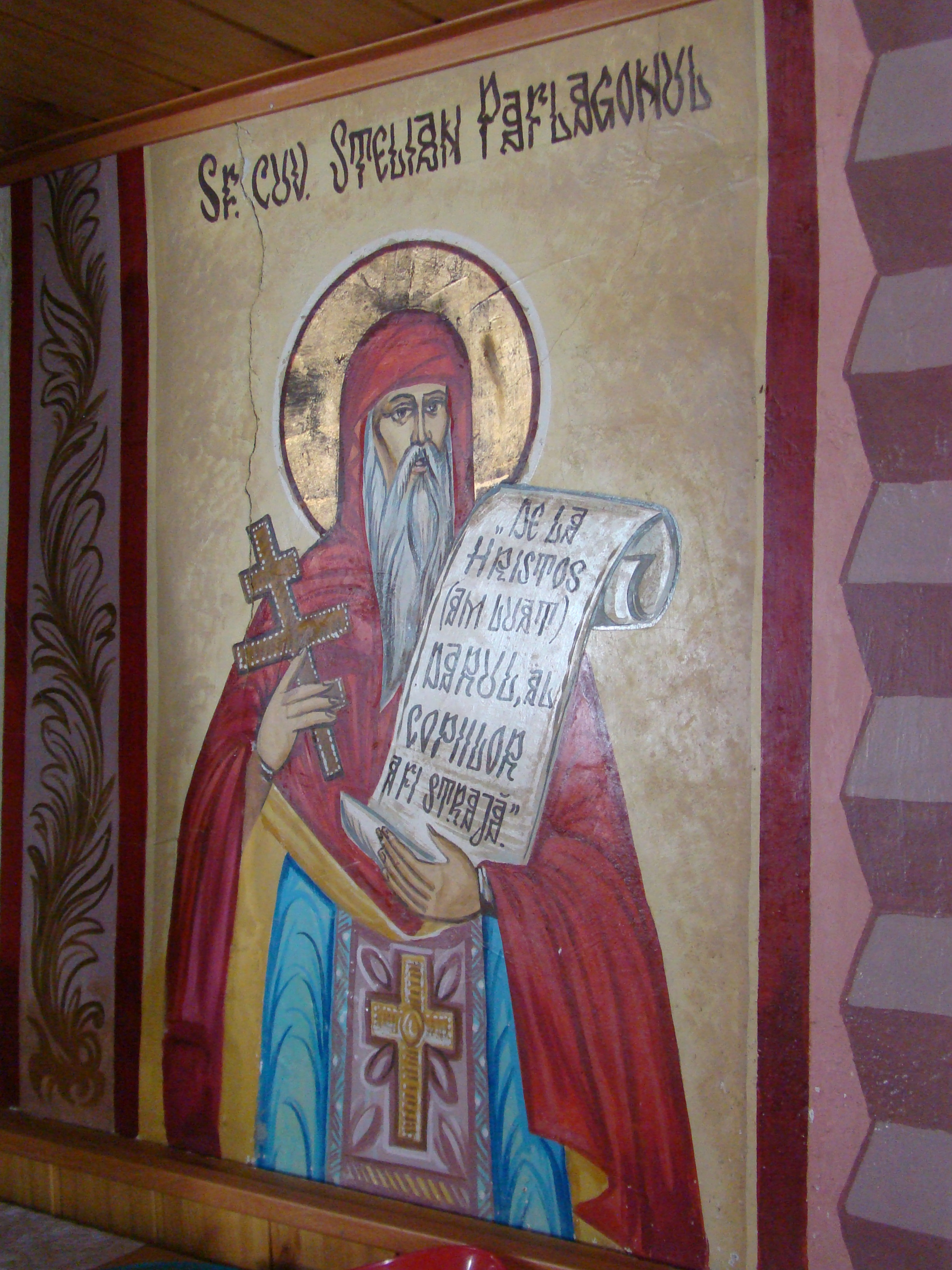
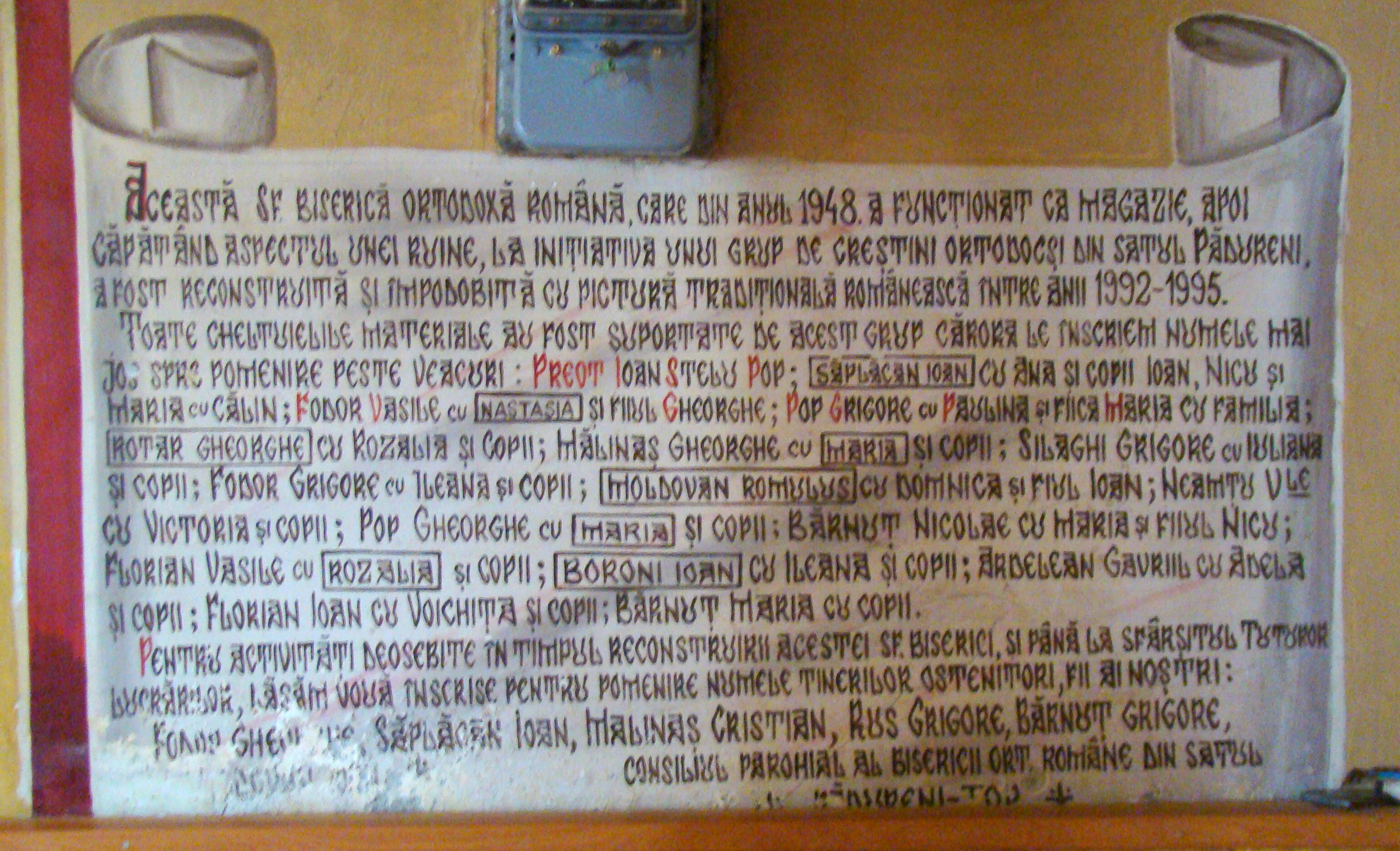
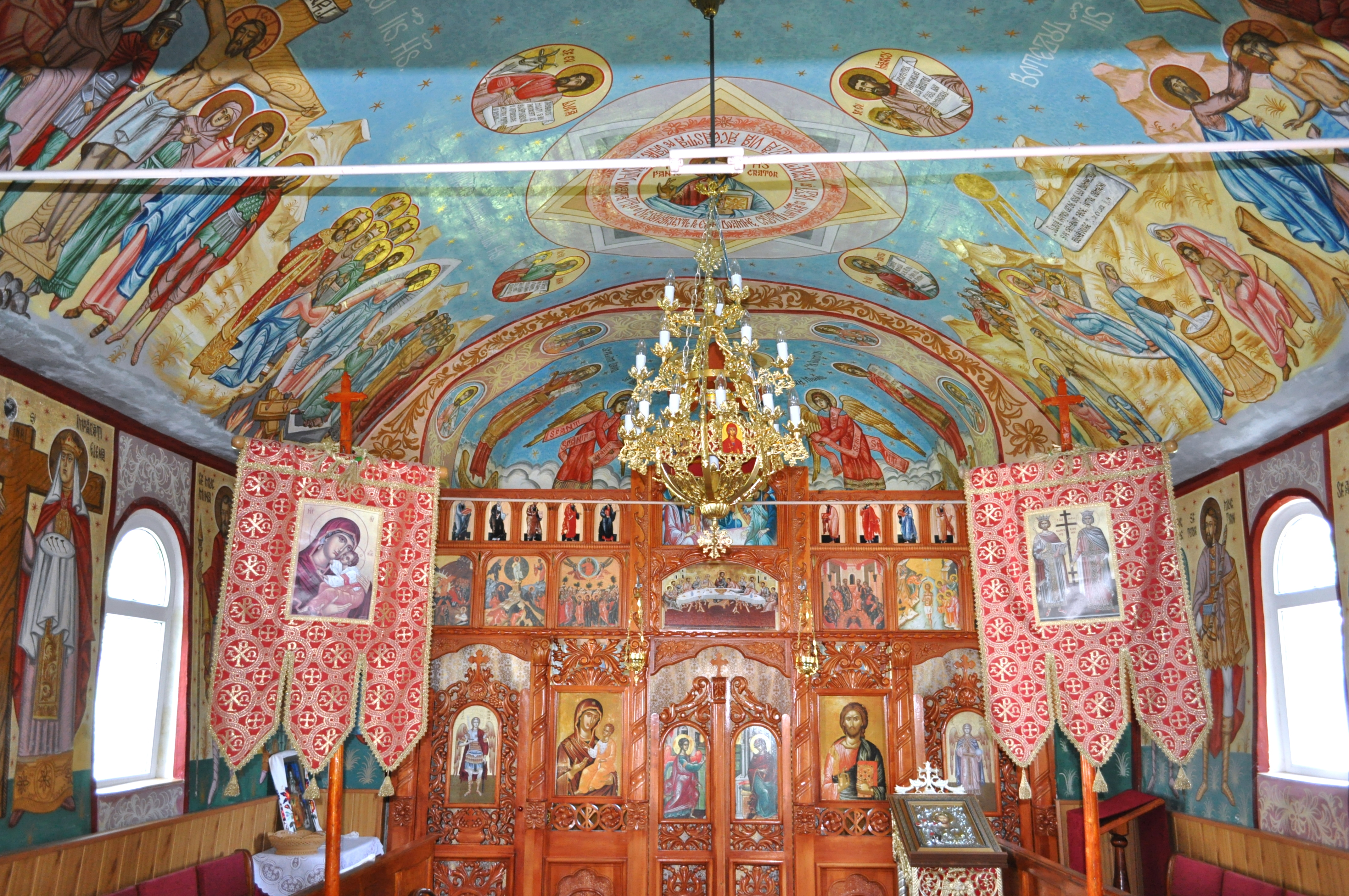

## Icoanele de patrimoniu și epitaful rămase în parohia Diviciorii Mari

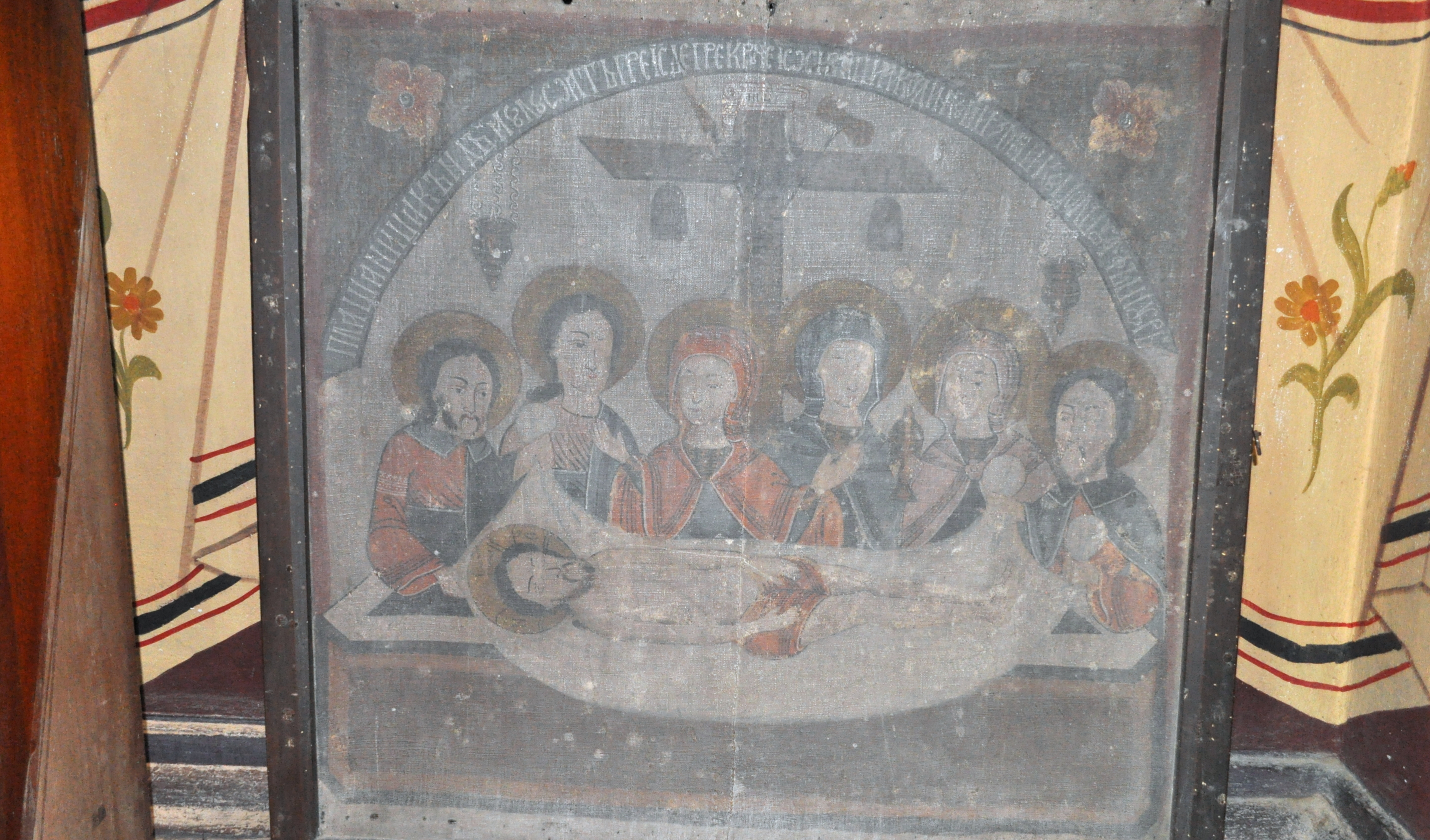
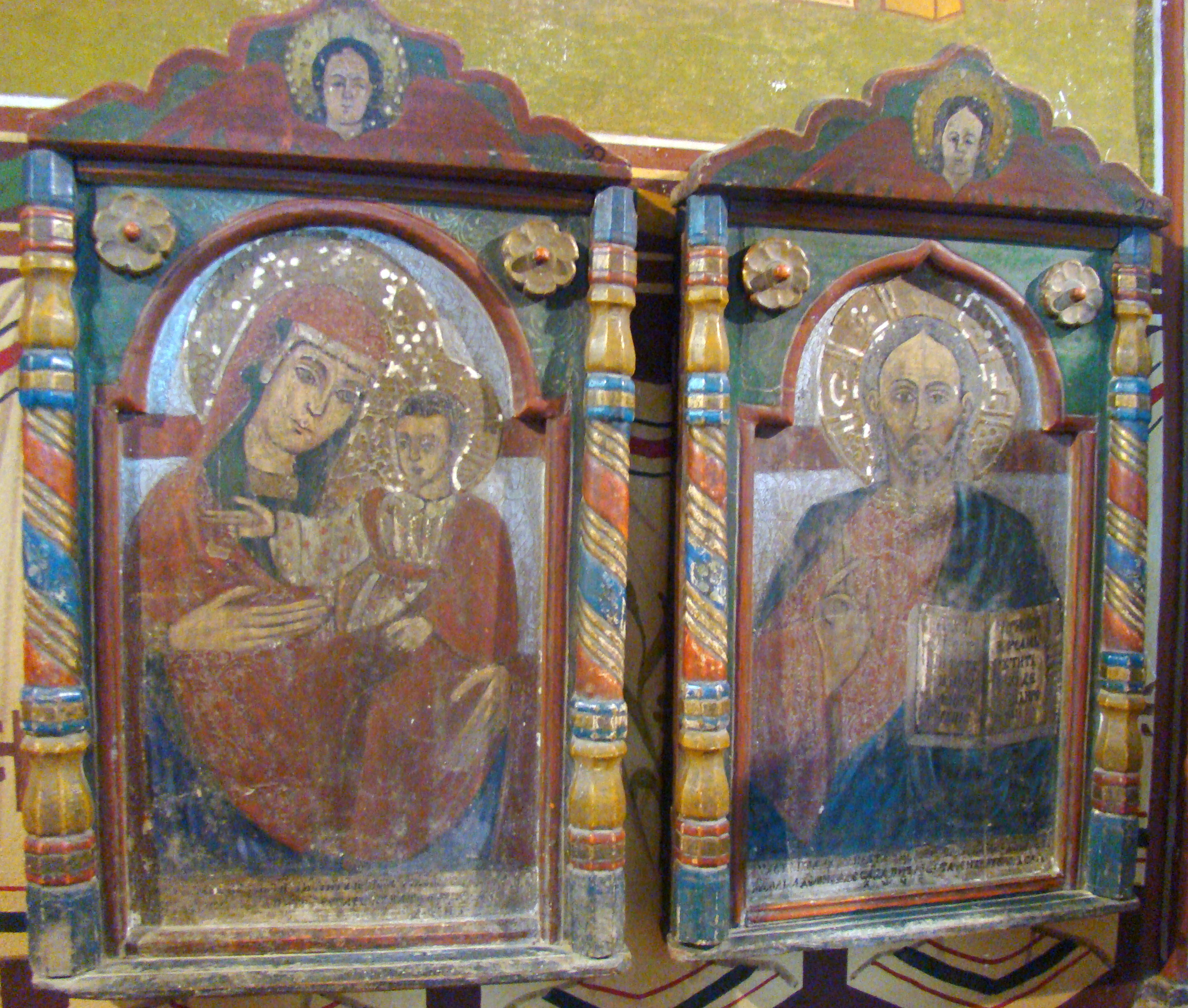
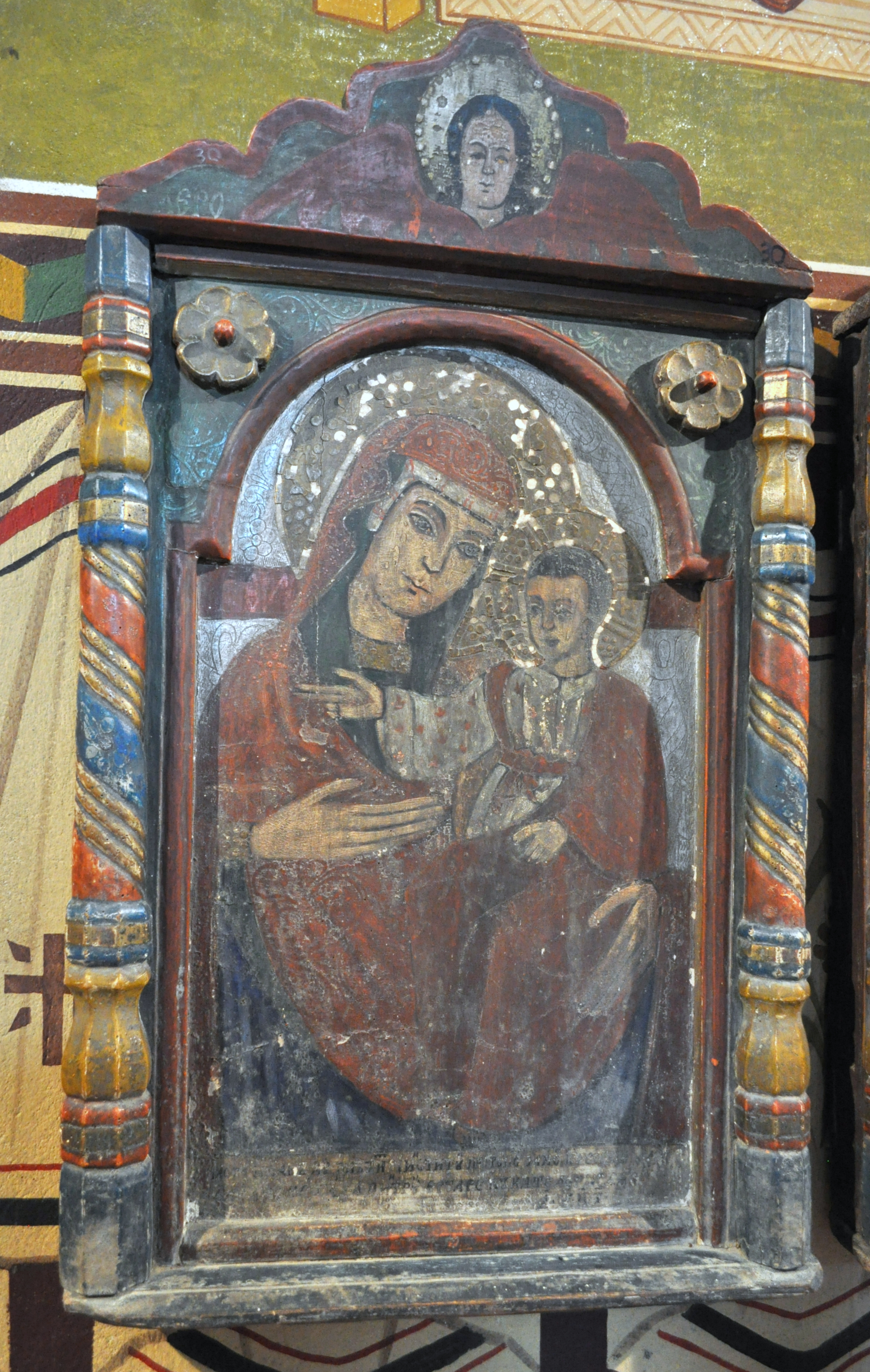
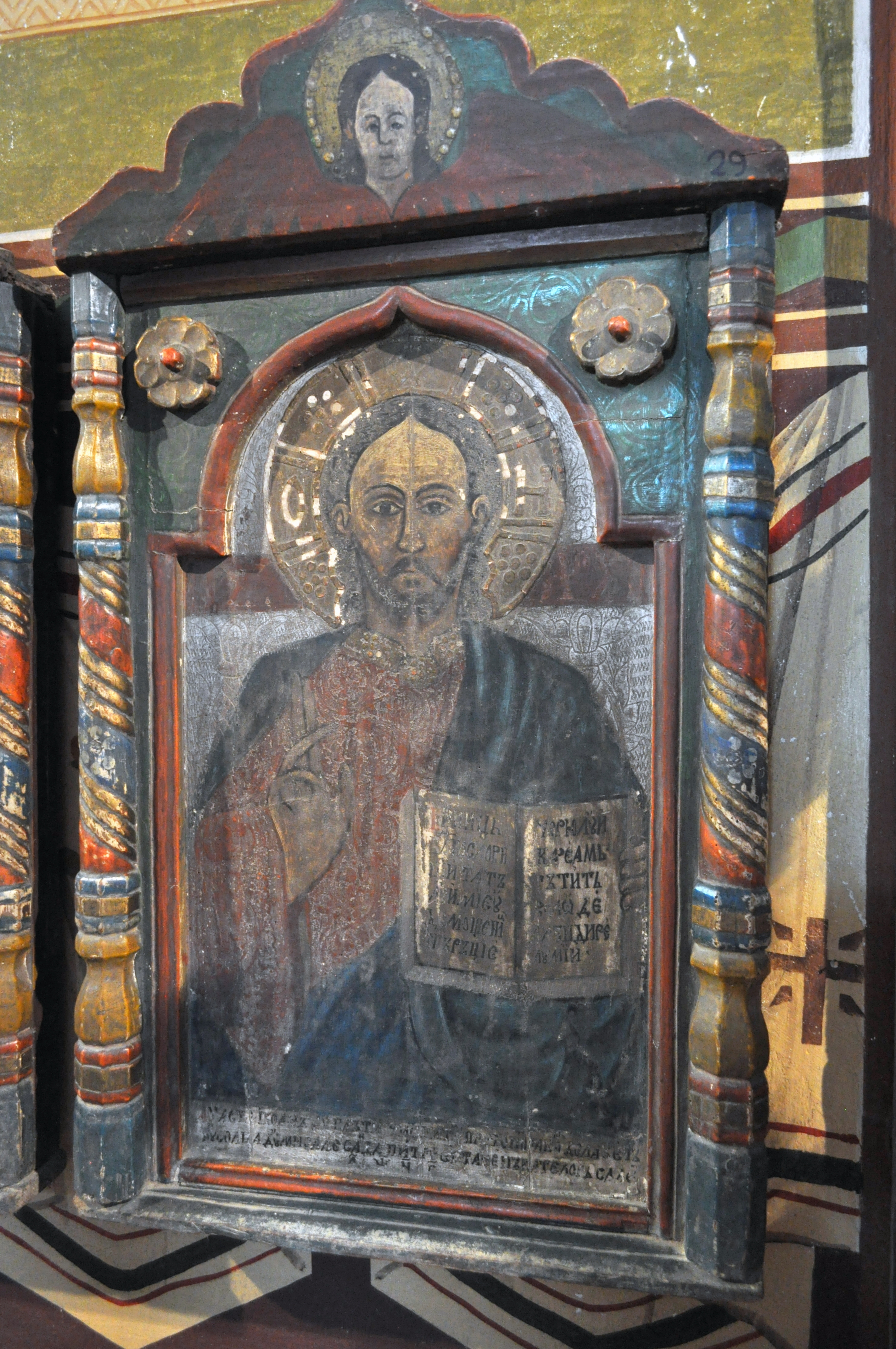
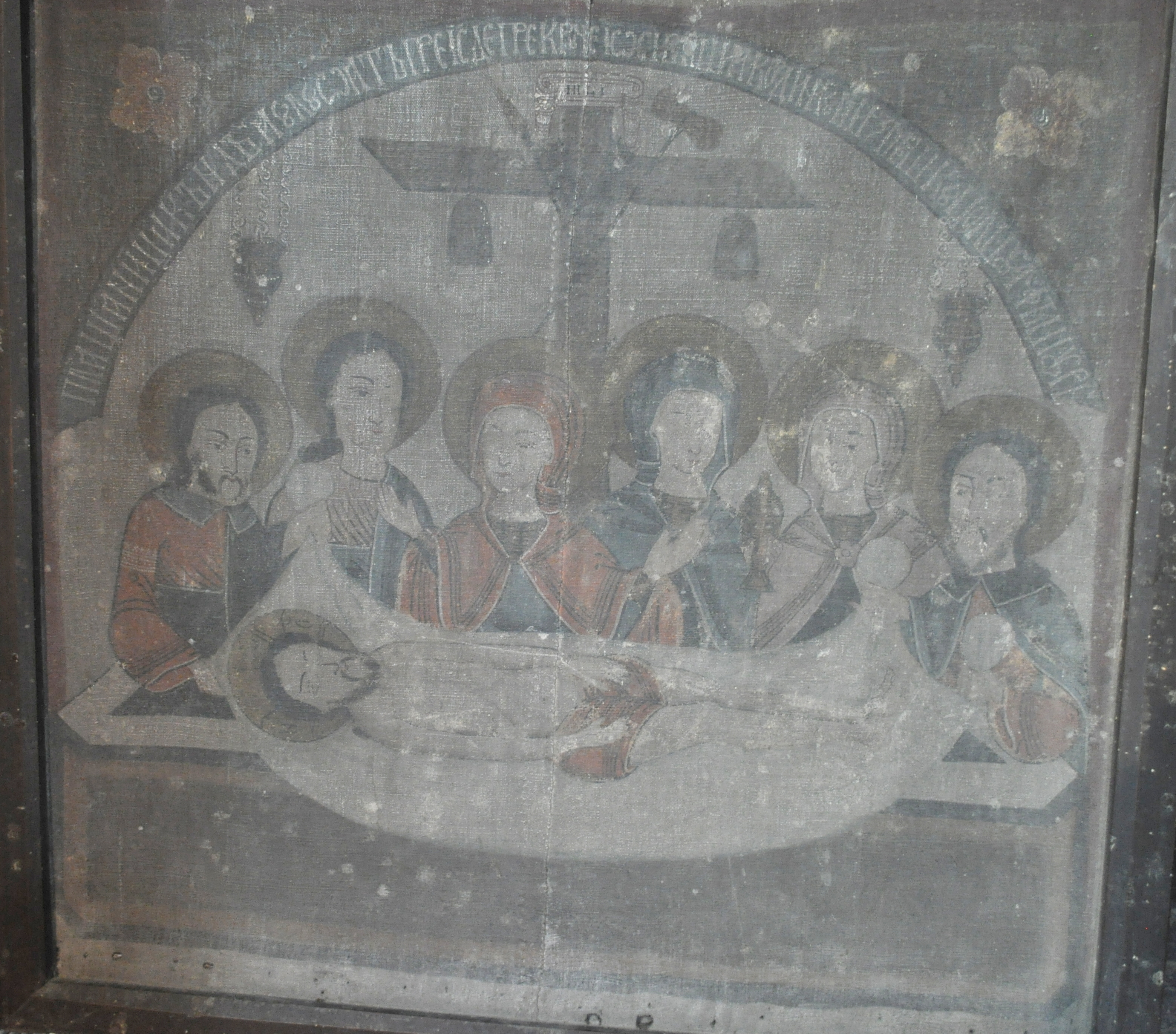